# ادوین هوونکسکی
ادوین هوونکسکی (فنلاندی: Edvin Hevonkoski; ۱۰ سپتامبر ۱۹۲۳ – ۸ سپتامبر ۲۰۰۹) هنرمند، و مجسمه‌ساز اهل فنلاند بود. او آخرین سالهای عمرش را در واسا گذراند.
شغل هِوُنکوسکی کارگر ورق‌کاری بود. در سال ۱۹۸۲ او بیکار بود و تصمیم گرفت از ضایعات مختلف، مجسمه بسازد. اولین کار او شامل مجسمه‌های هفت برادر (رمانی از الکسیس کیوی) بود. از آن زمان تاکنون بیش از دویست مجسمه دیگر از شخصیت‌های داستانی و همچنین افراد مشهوری مانند رئیس جمهور تاریا هالونن ساخته شده است. مجسمه‌های او در پارک هنری ادوینینپولکو، پیاده‌رویی در نزدیکی خانه‌اش در آسولی‌کولا در واسا، به نمایش گذاشته شده‌اند.

## نگارخانه

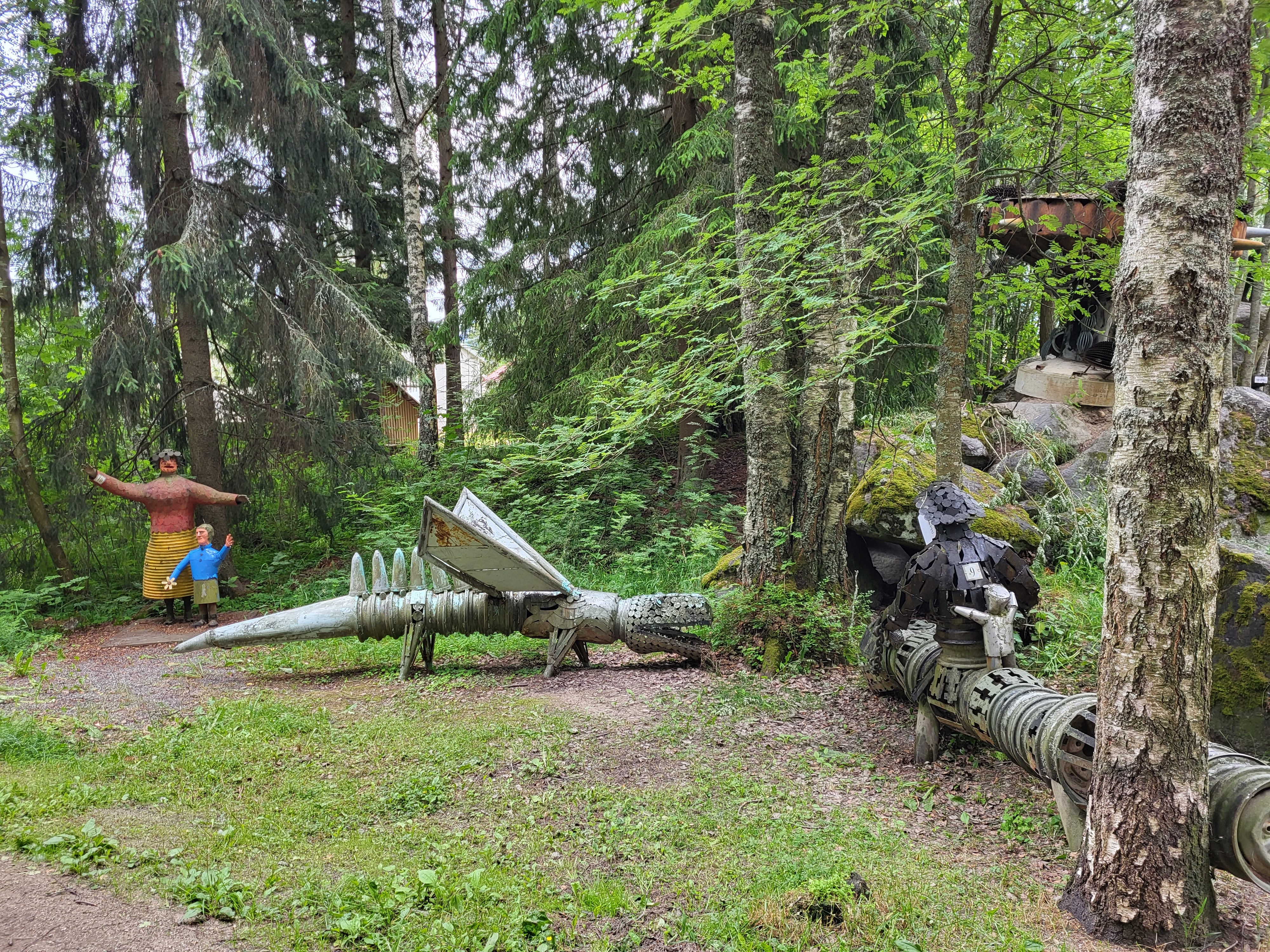
تندیسی اثر ادوین هوونکسکی در پارک هنری ادوینینپولکو واسا فنلاند
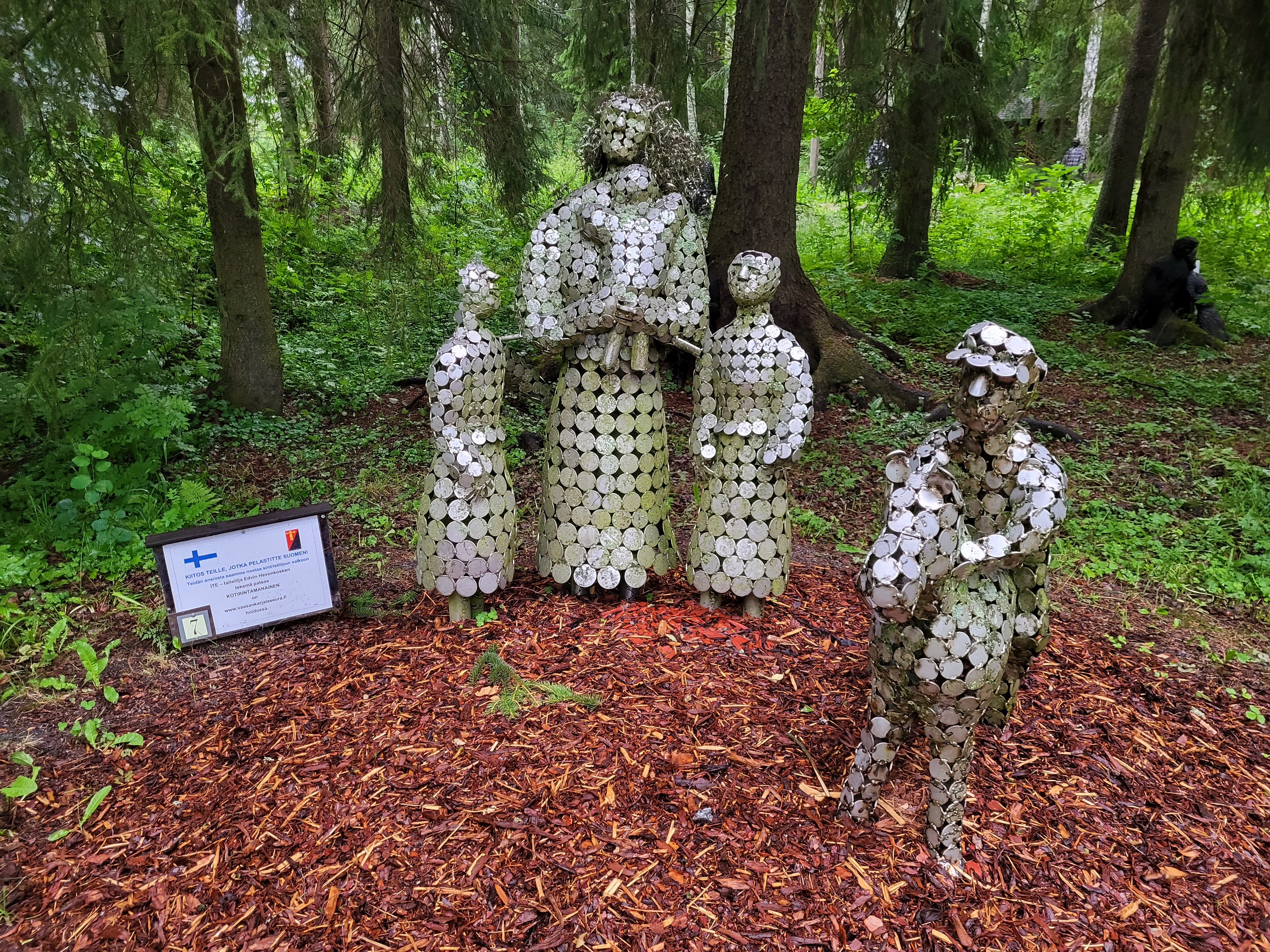
تندیس خانواده اثر ادوین هوونکسکی در پارک هنری ادوینینپولکو واسا فنلاند
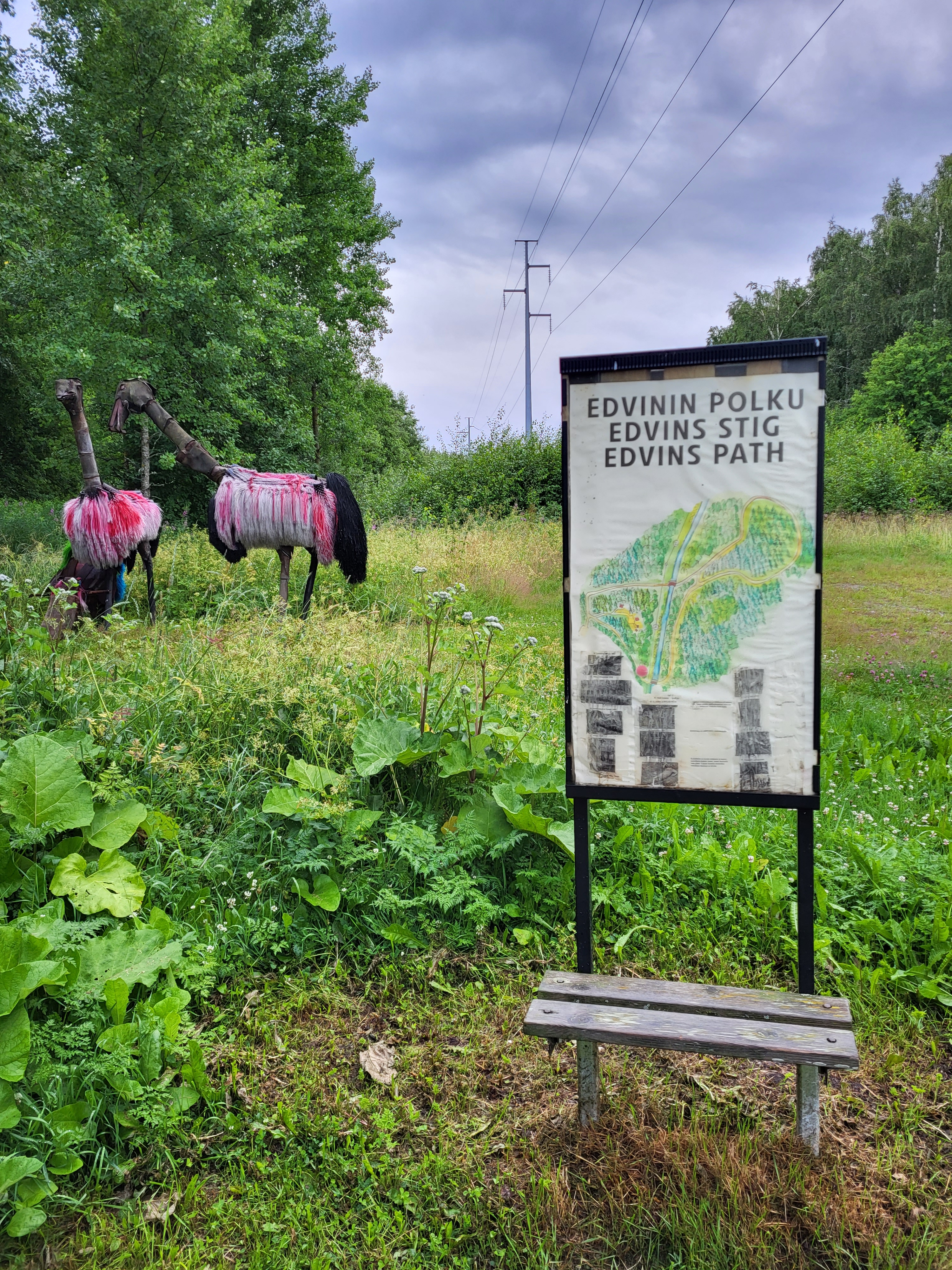
تابلوی راهنما و یک تندیس از ادوین هوونکسکی در پارک هنری ادوینینپولکو واسا فنلاند
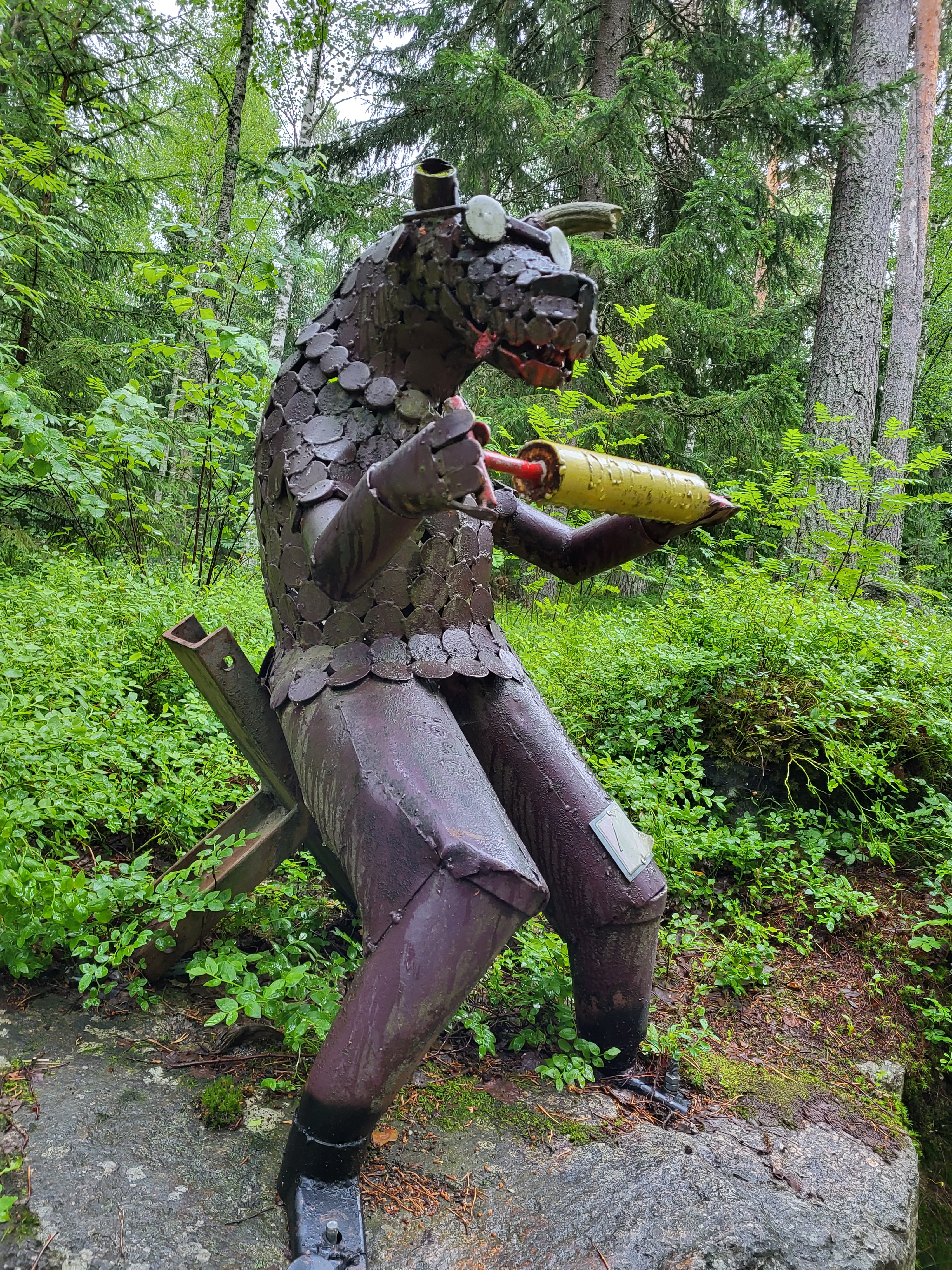
تندیس گرگ، اثر ادوین هوونکسکی در پارک هنری ادوینینپولکو واسا فنلاند
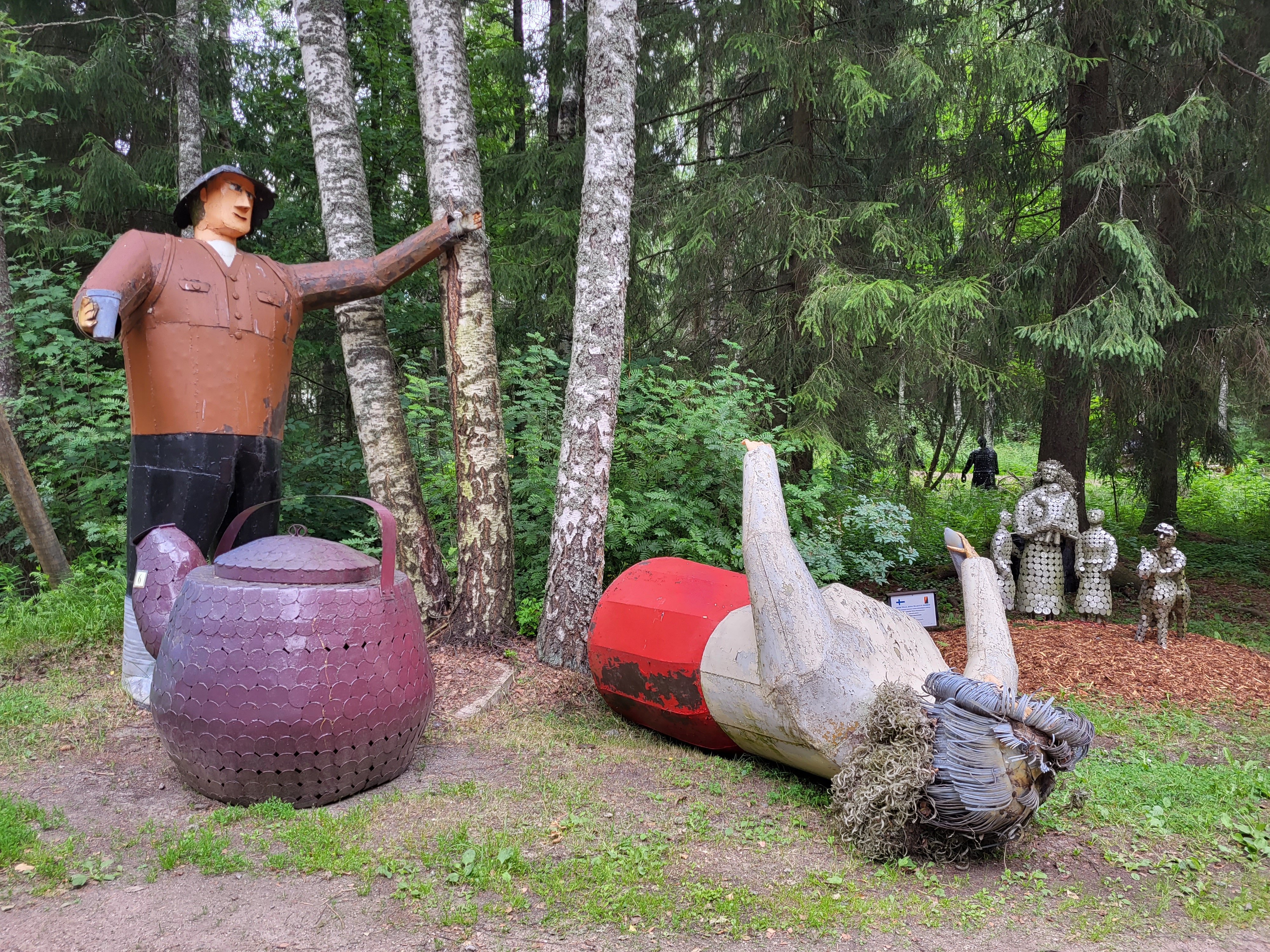
تندیس مرد، زن و قوری، اثر ادوین هوونکسکی در پارک هنری ادوینینپولکو واسا فنلاند
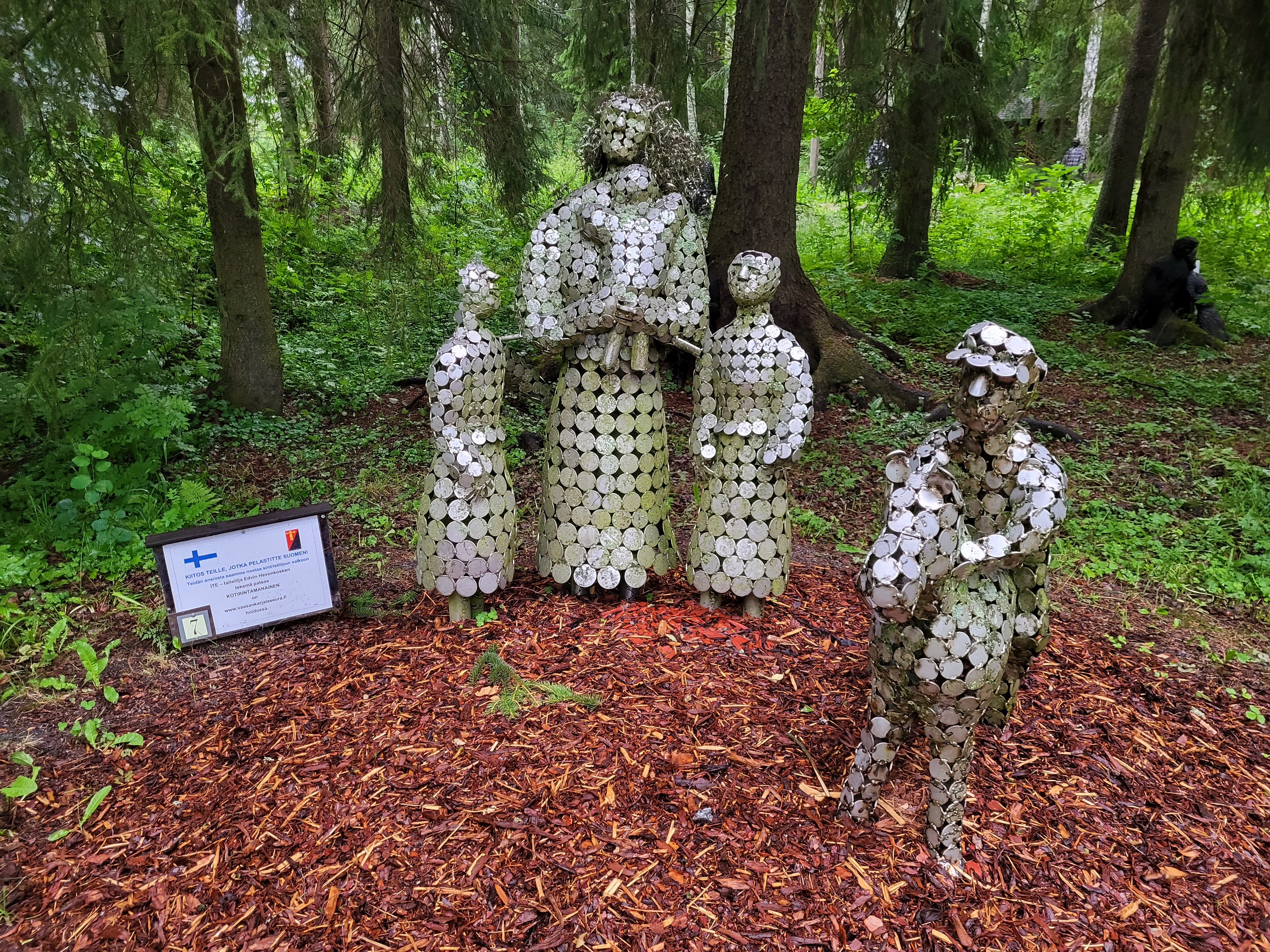
مجسمه‌های ادوین هوونکسکی در پارک هنری ادوینینپولکو واسا فنلاند
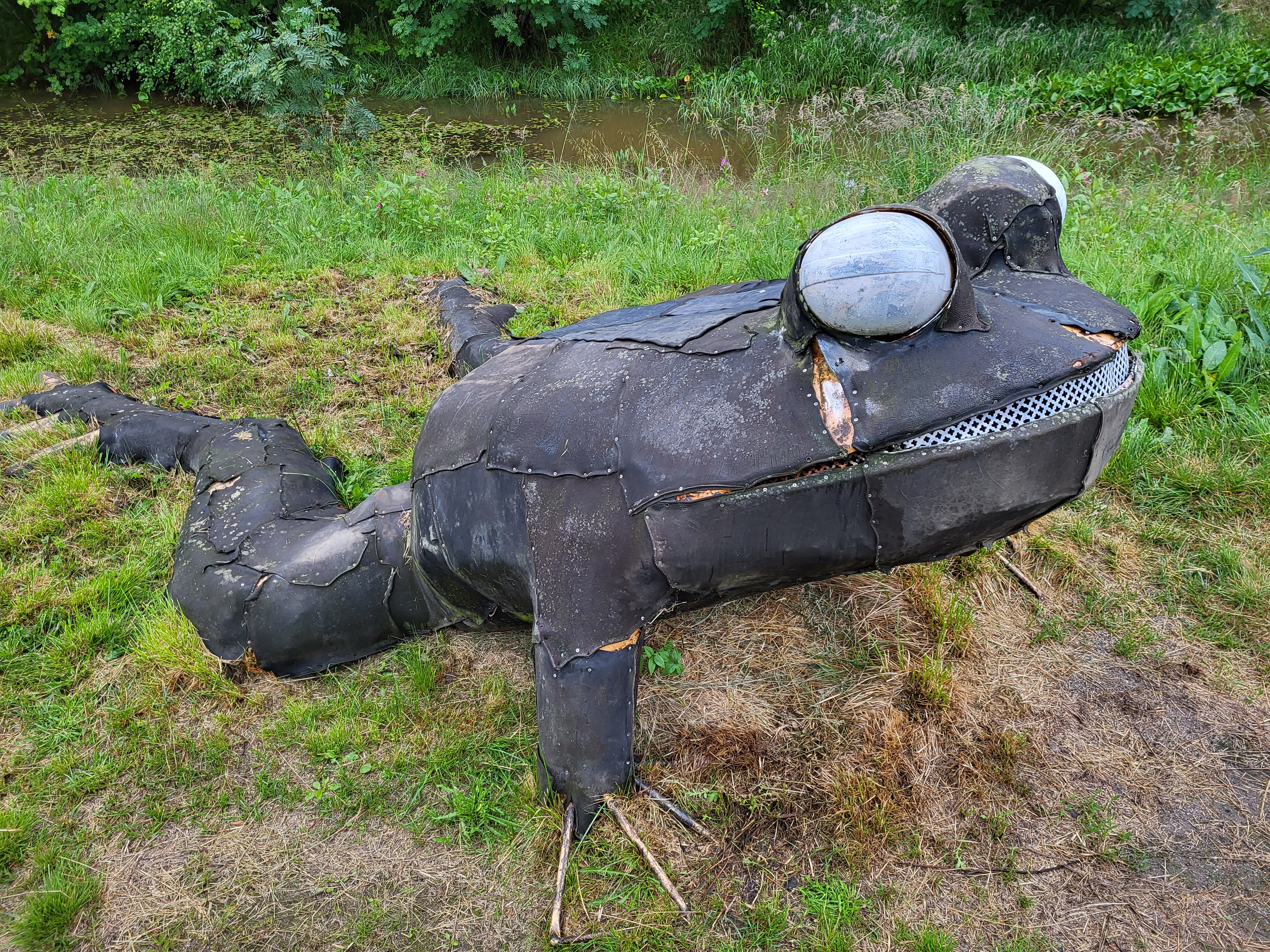
مجسمه‌های ادوین هوونکسکی در پارک هنری ادوینینپولکو واسا فنلاند
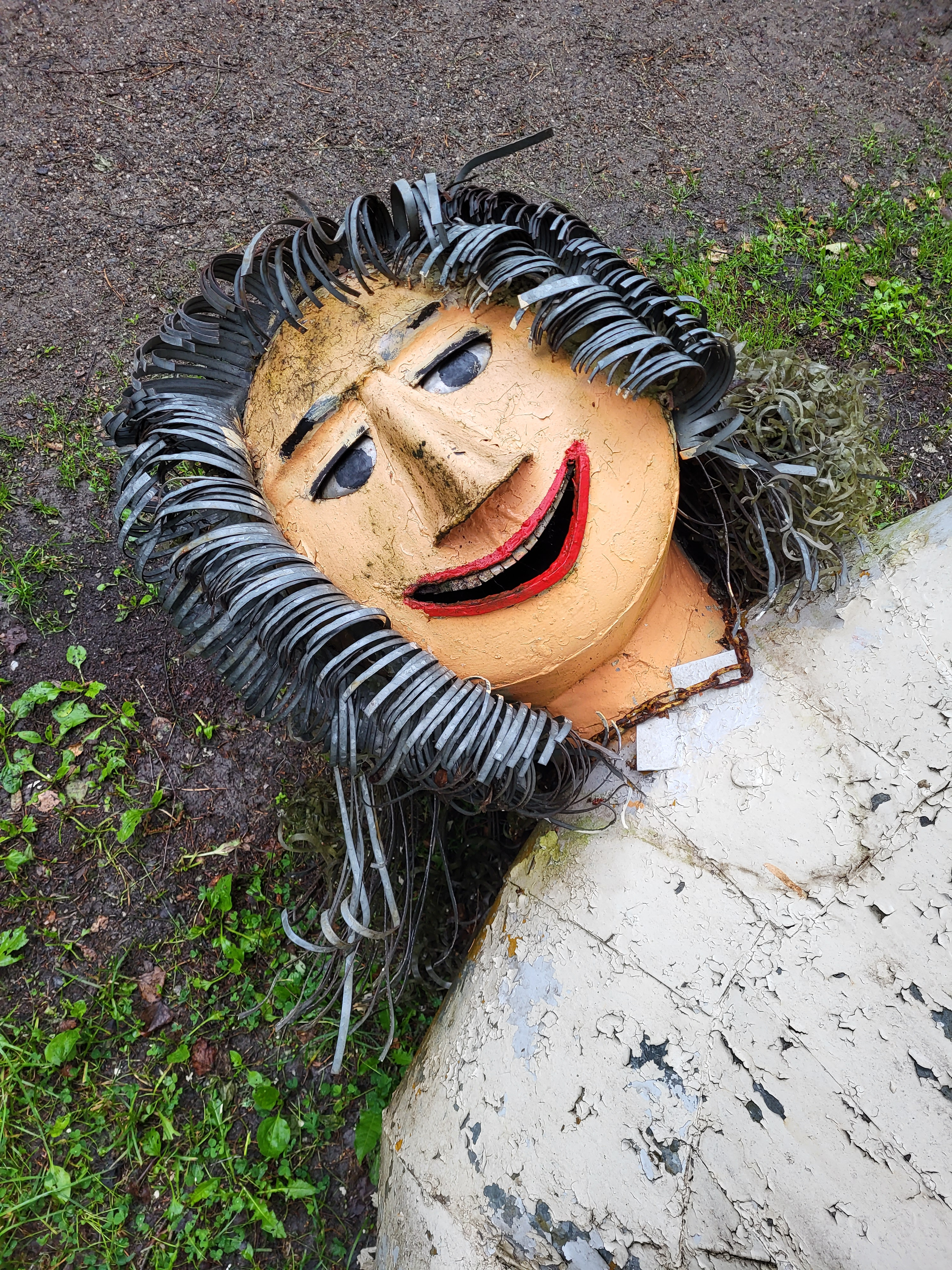
مجسمه‌های ادوین هوونکسکی در پارک هنری ادوینینپولکو واسا فنلاند
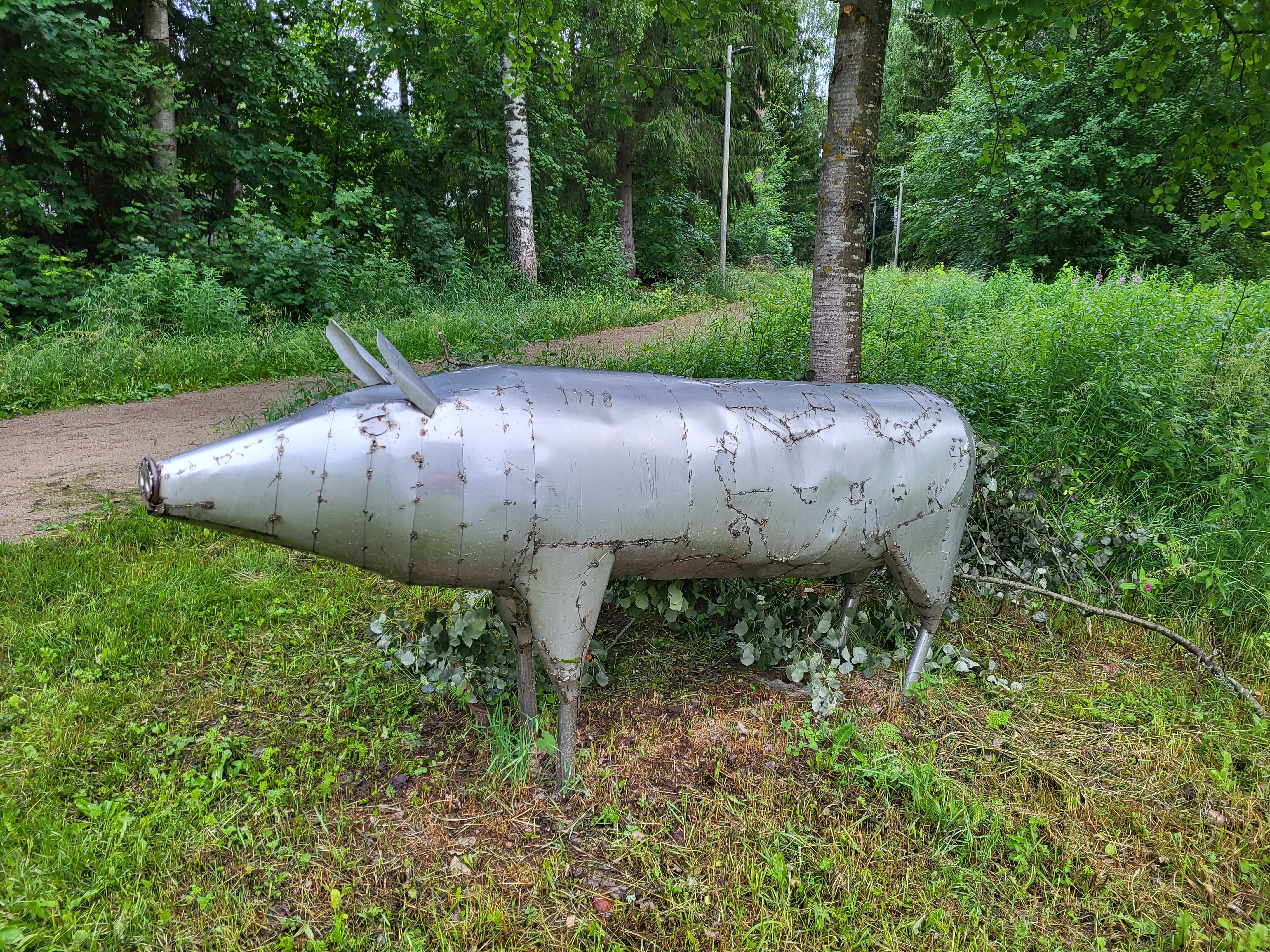
مجسمه‌های ادوین هوونکسکی در پارک هنری ادوینینپولکو واسا فنلاند
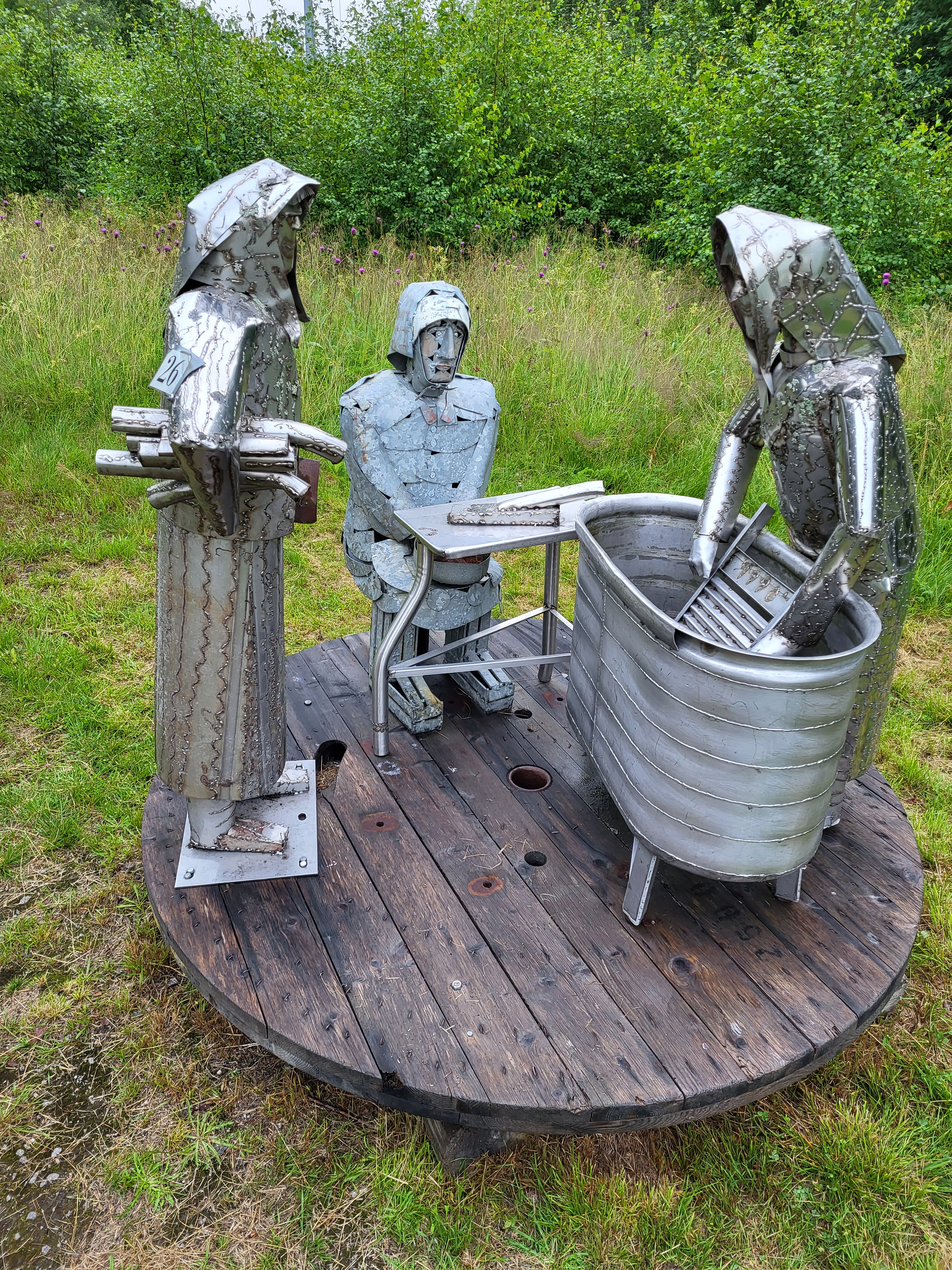
مجسمه‌های ادوین هوونکسکی در پارک هنری ادوینینپولکو واسا فنلاند
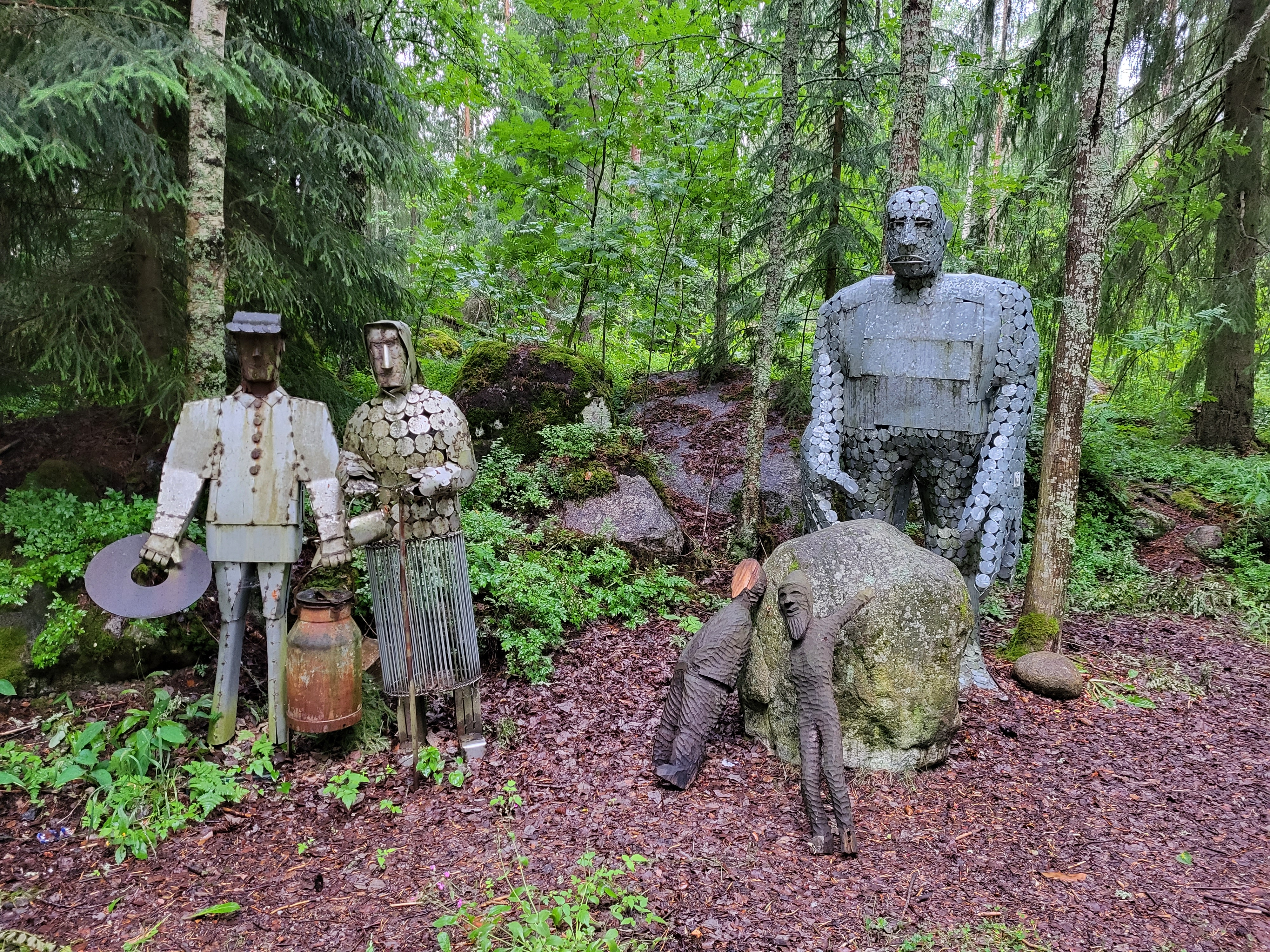
مجسمه‌های ادوین هوونکسکی در پارک هنری ادوینینپولکو واسا فنلاند
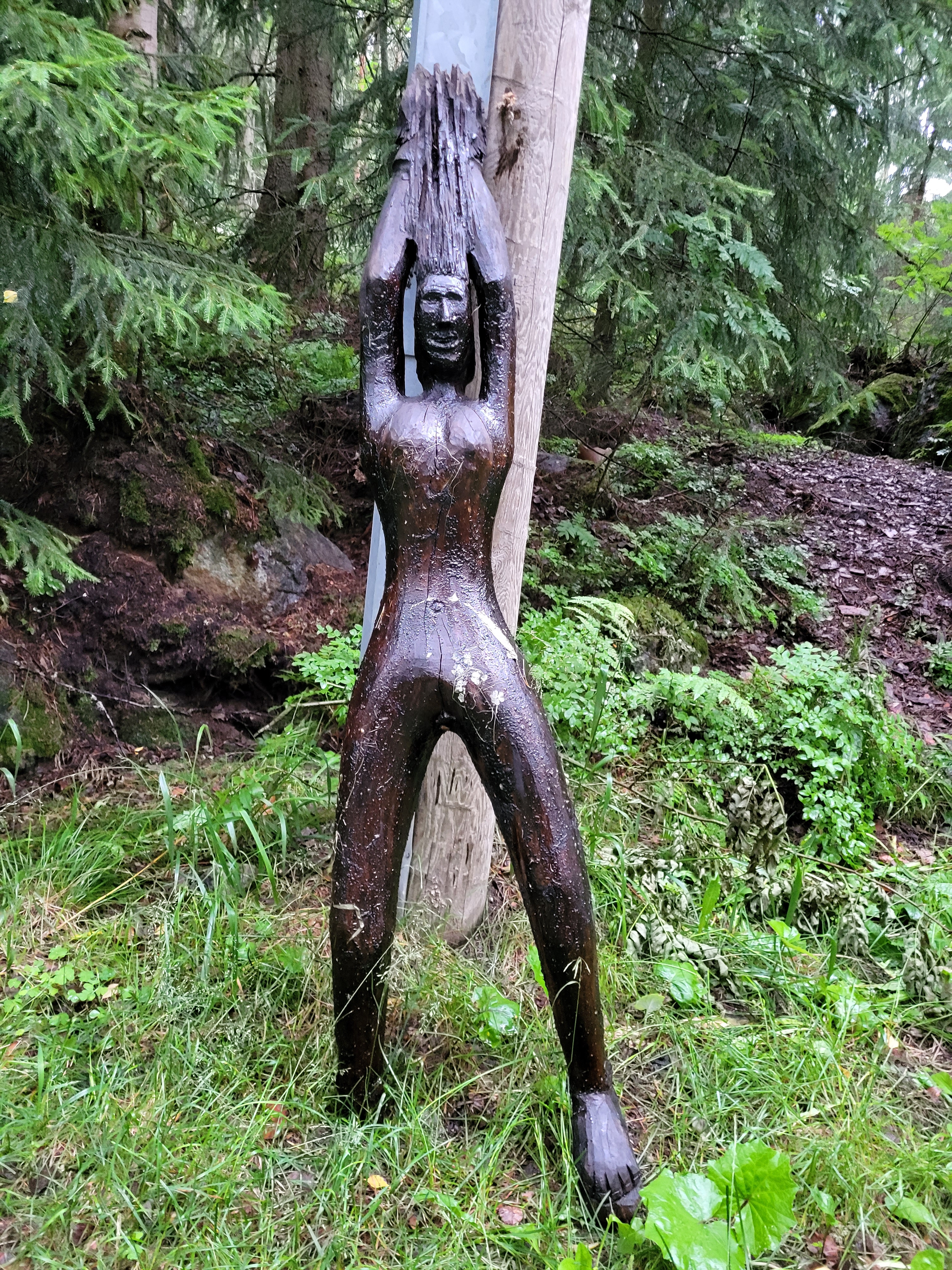
مجسمه‌های ادوین هوونکسکی در پارک هنری ادوینینپولکو واسا فنلاند
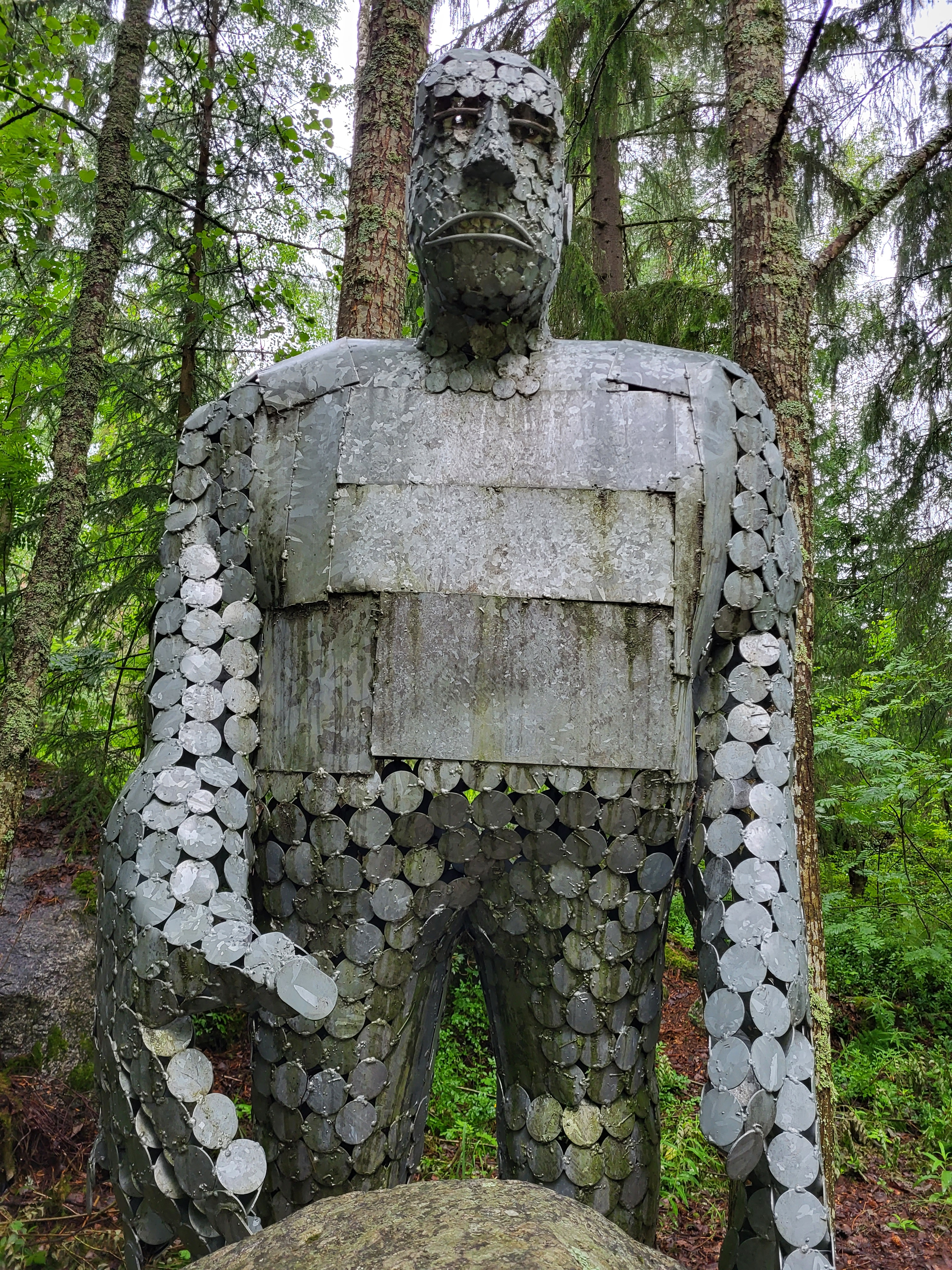
مجسمه‌های ادوین هوونکسکی در پارک هنری ادوینینپولکو واسا فنلاند
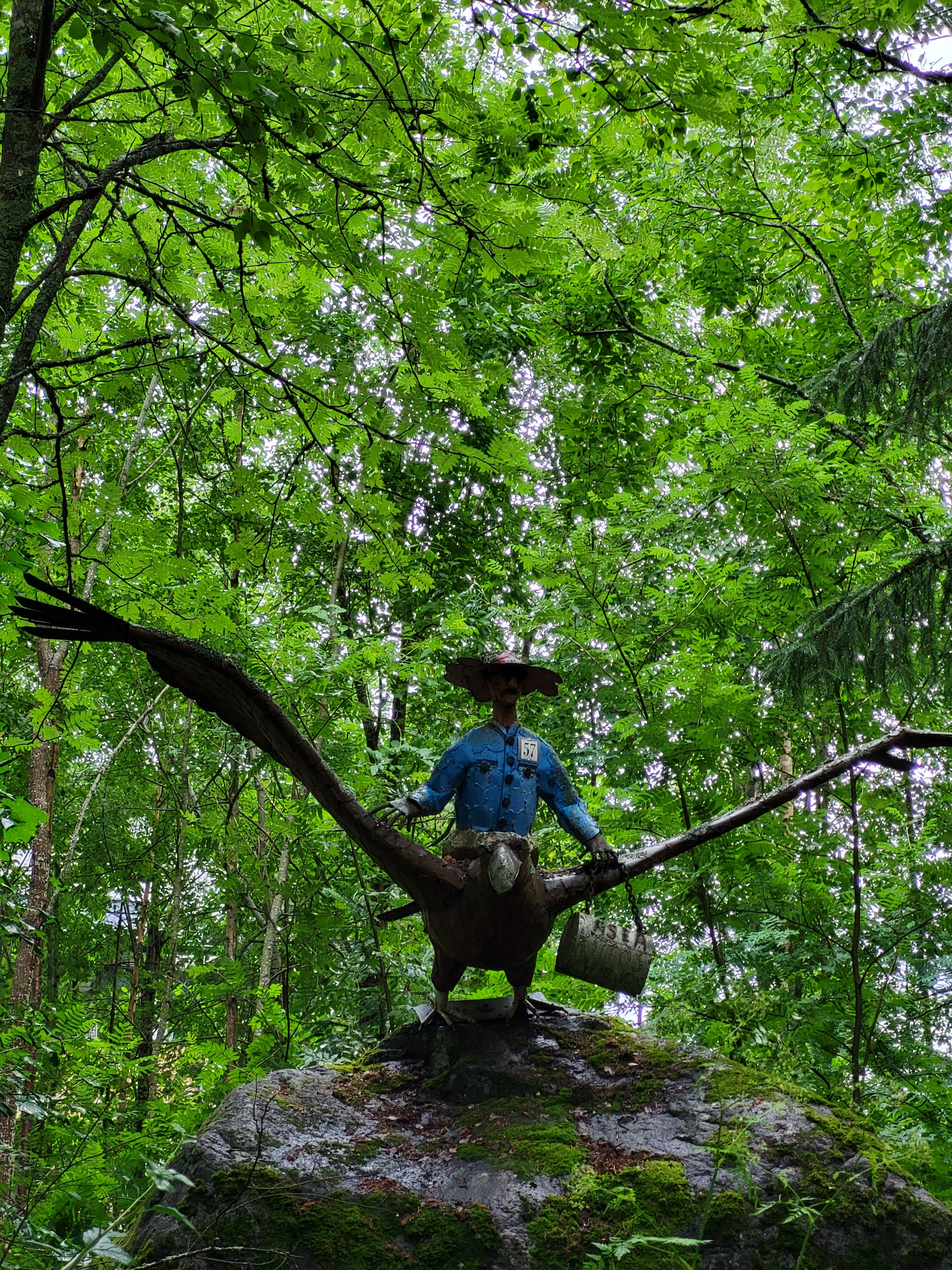
مجسمه‌های ادوین هوونکسکی در پارک هنری ادوینینپولکو واسا فنلاند
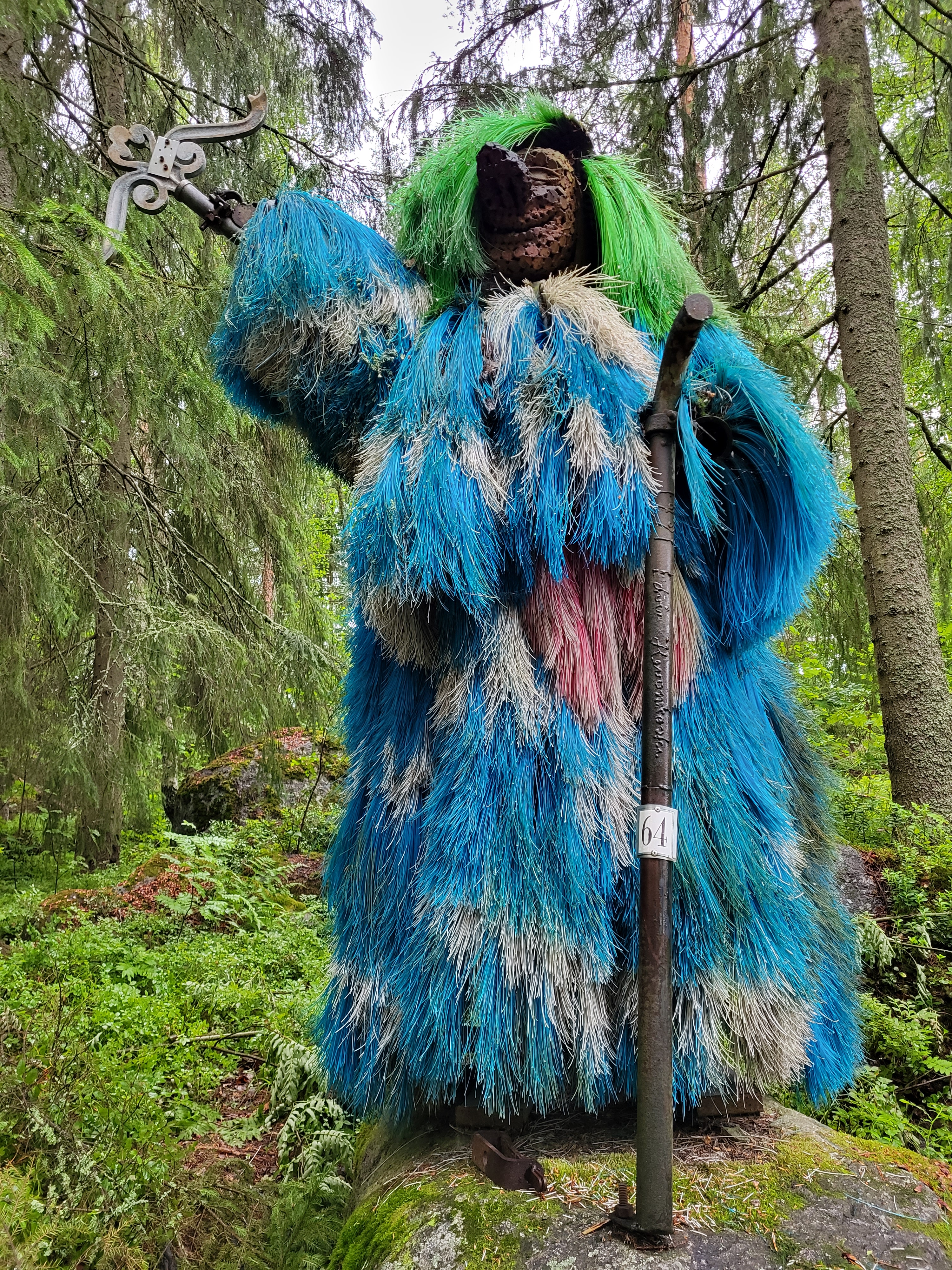
مجسمه‌های ادوین هوونکسکی در پارک هنری ادوینینپولکو واسا فنلاند
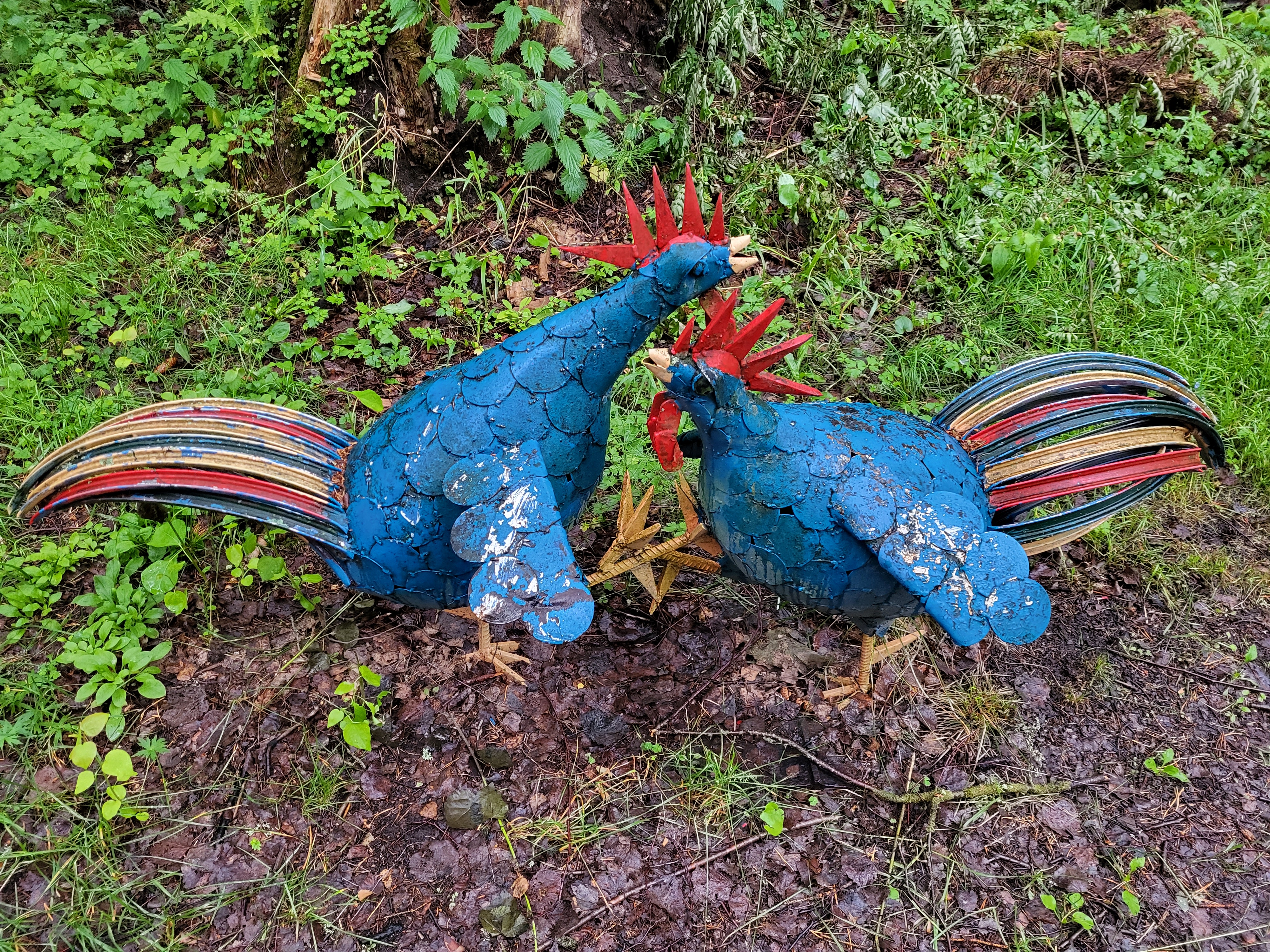
مجسمه‌های ادوین هوونکسکی در پارک هنری ادوینینپولکو واسا فنلاند
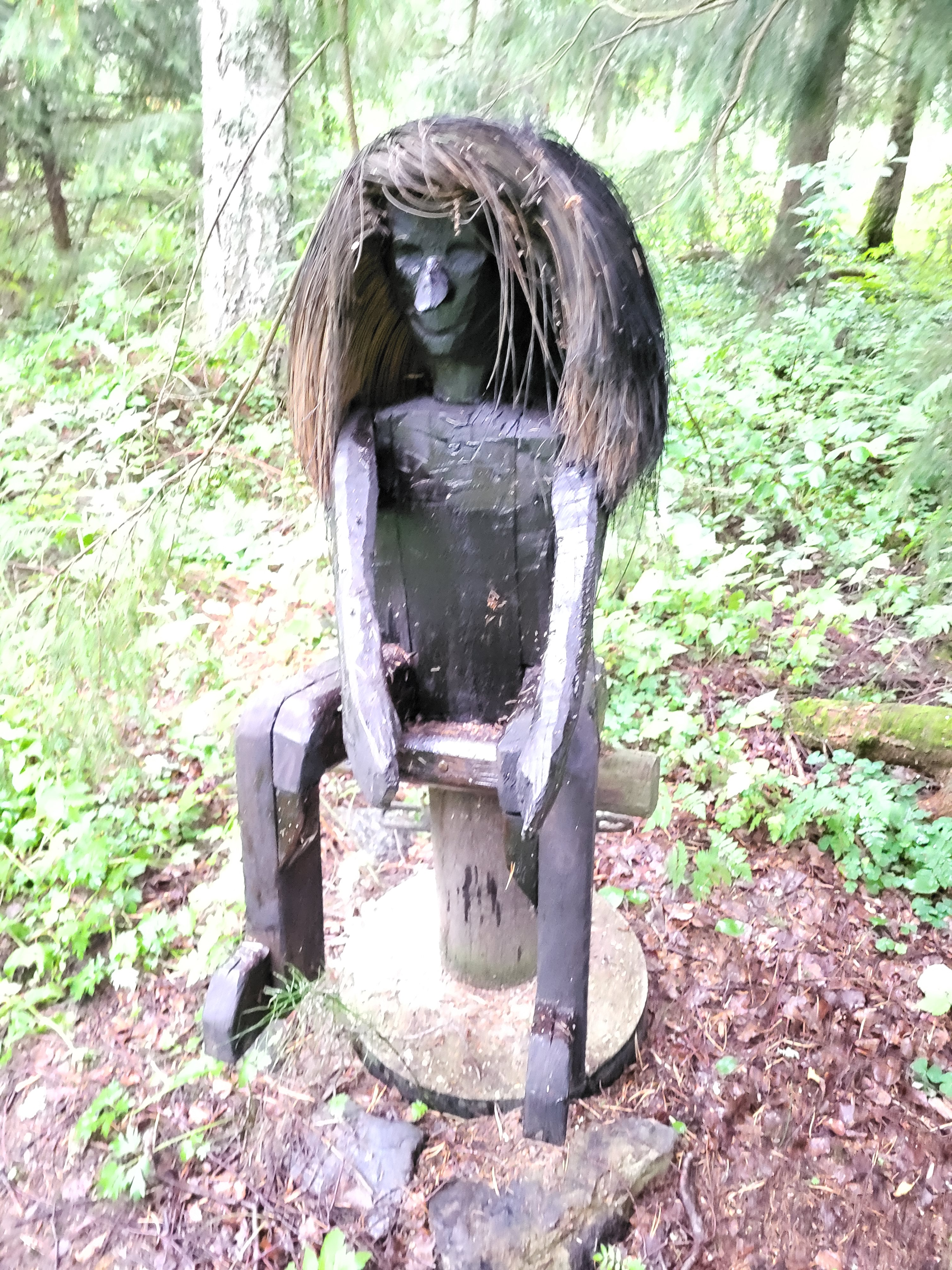
مجسمه‌های ادوین هوونکسکی در پارک هنری ادوینینپولکو واسا فنلاند
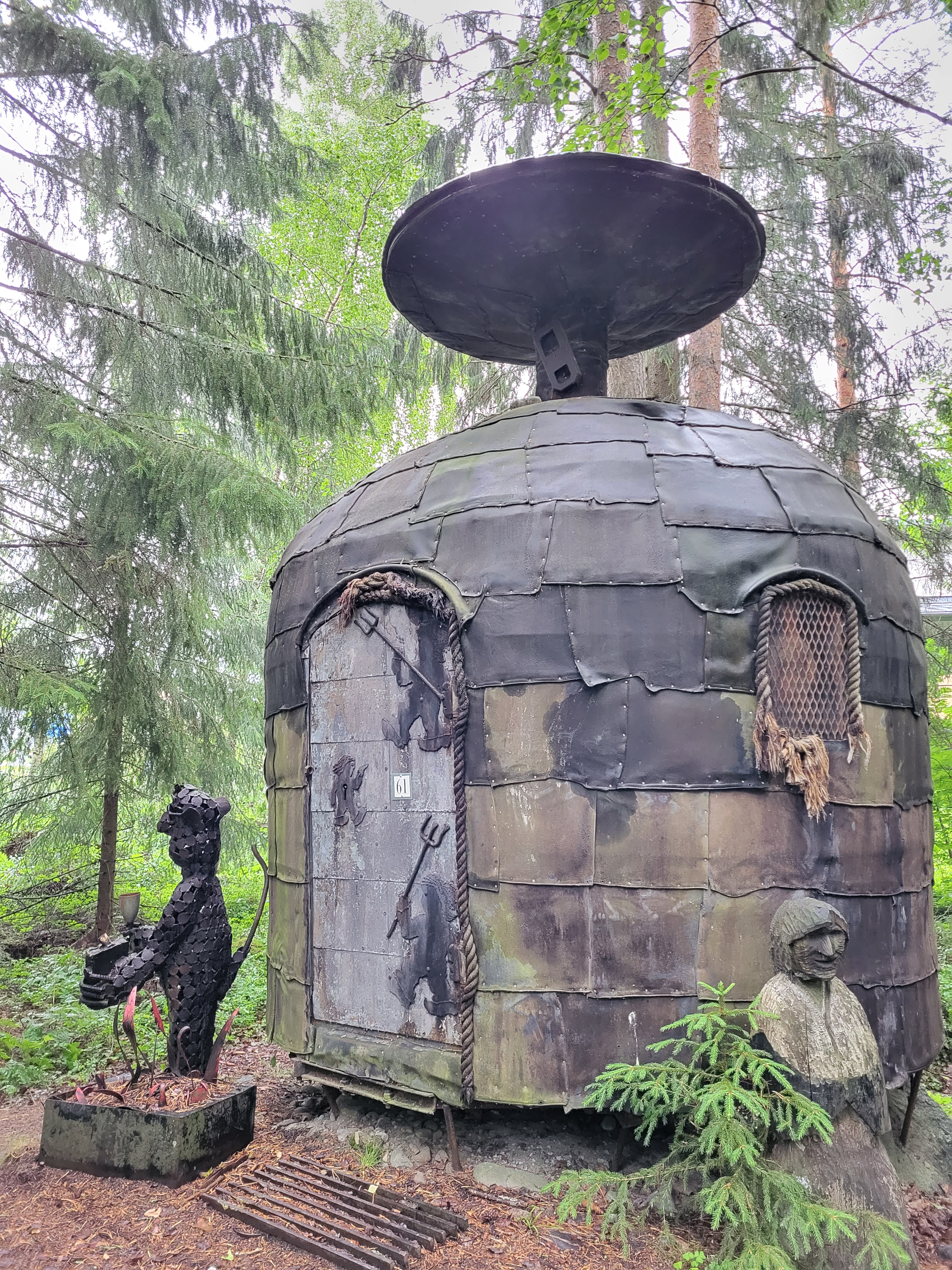
مجسمه‌های ادوین هوونکسکی در پارک هنری ادوینینپولکو واسا فنلاند
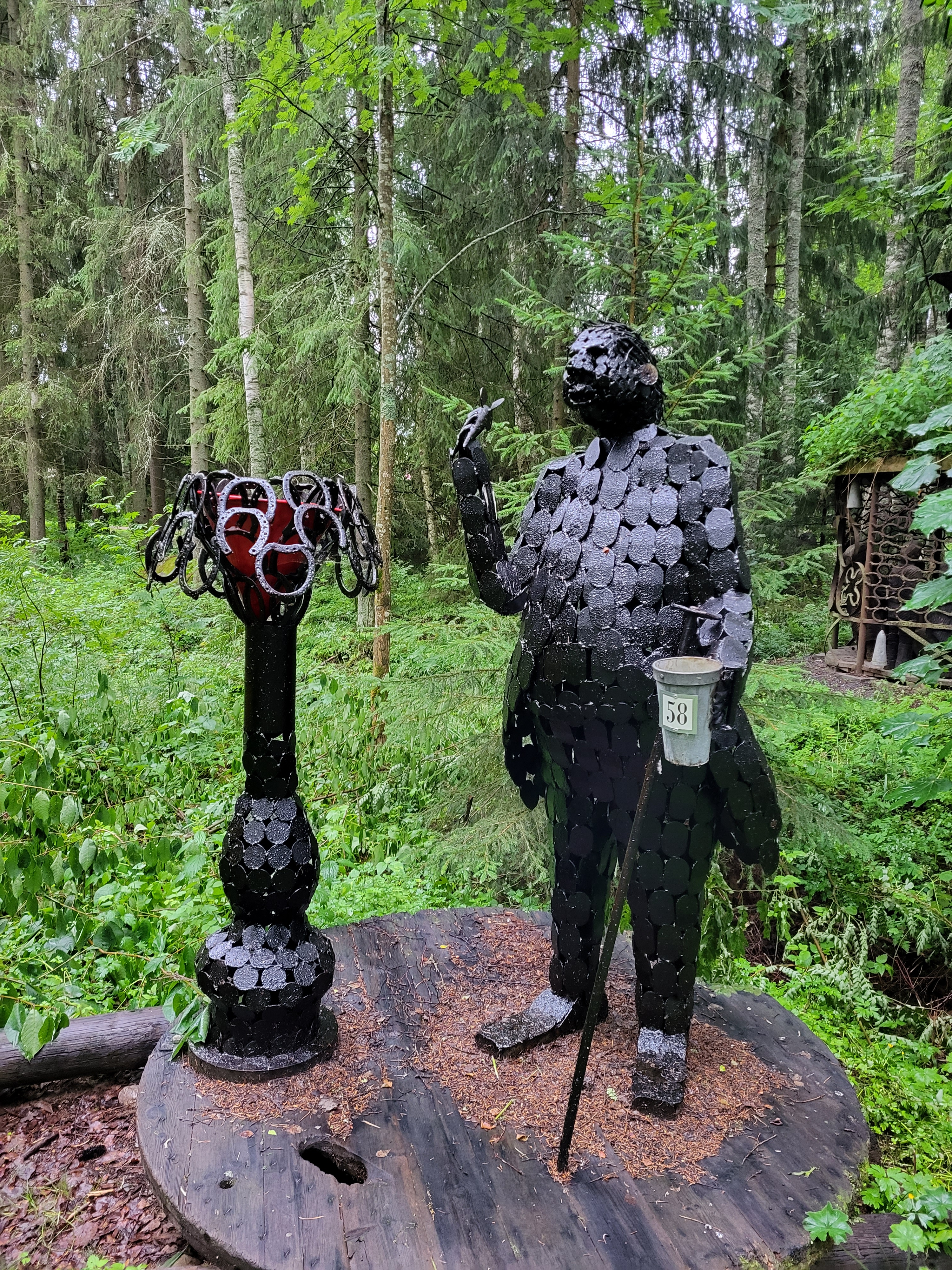
مجسمه‌های ادوین هوونکسکی در پارک هنری ادوینینپولکو واسا فنلاند
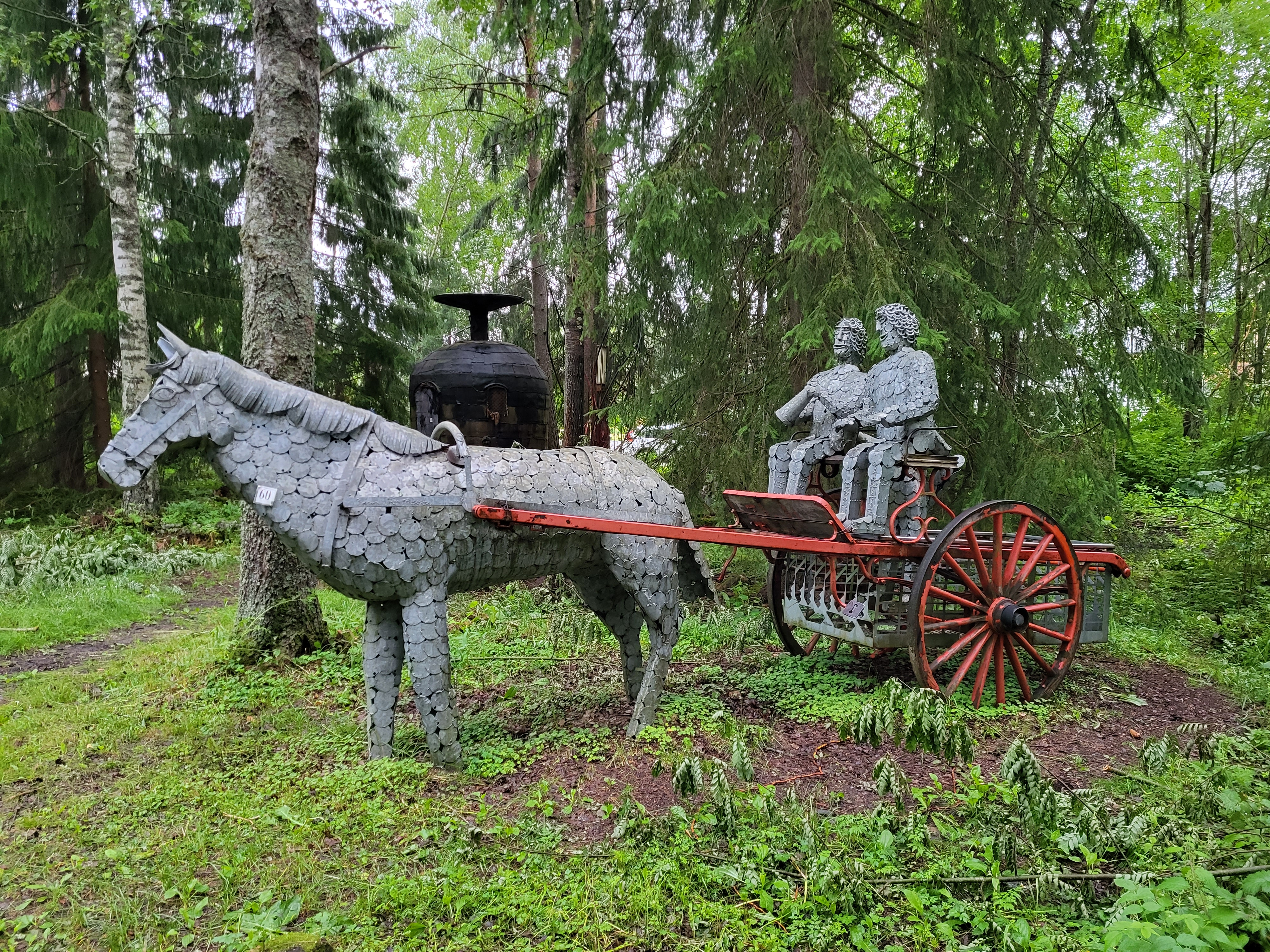
مجسمه‌های ادوین هوونکسکی در پارک هنری ادوینینپولکو واسا فنلاند
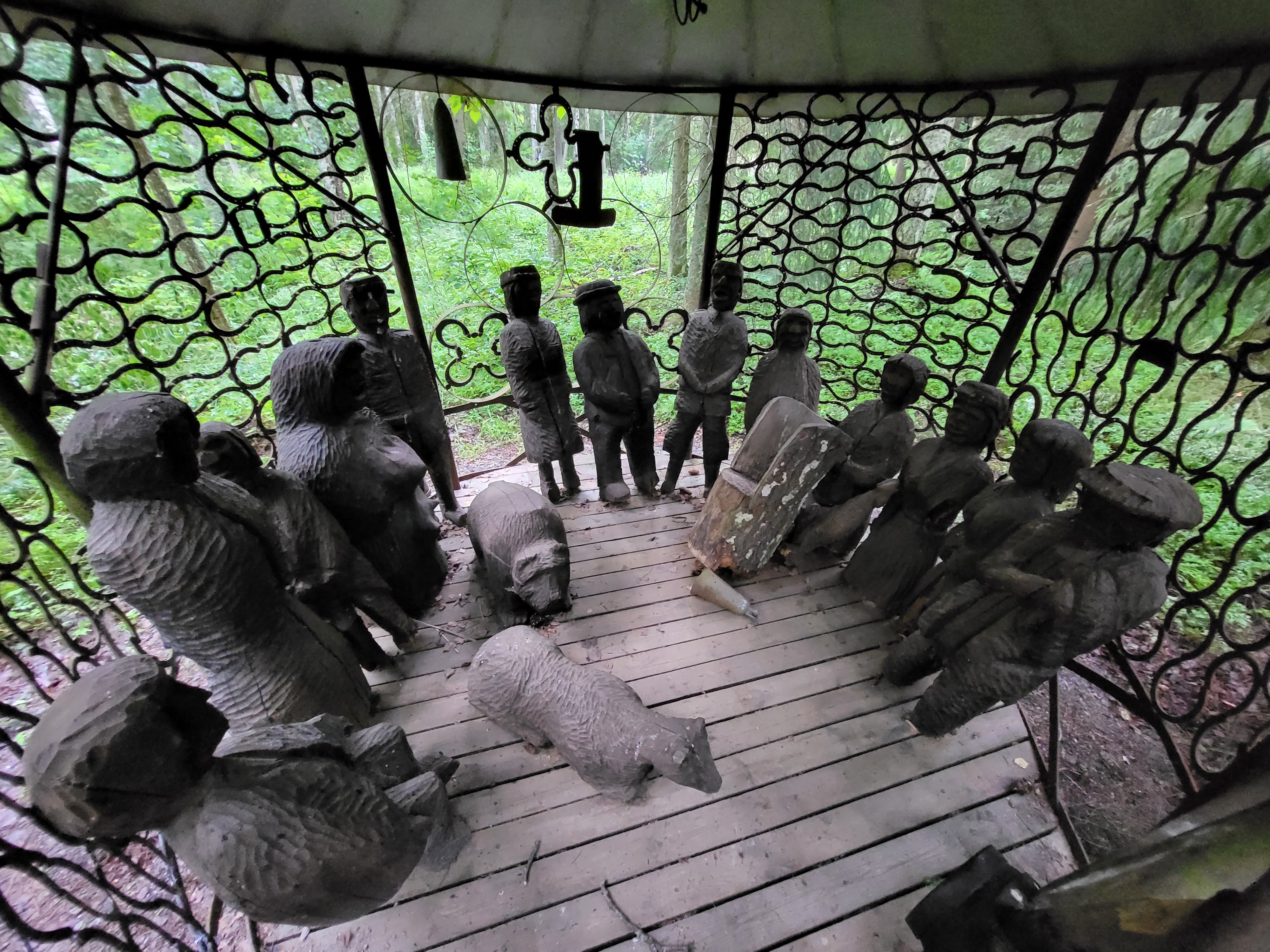
مجسمه‌های ادوین هوونکسکی در پارک هنری ادوینینپولکو واسا فنلاند
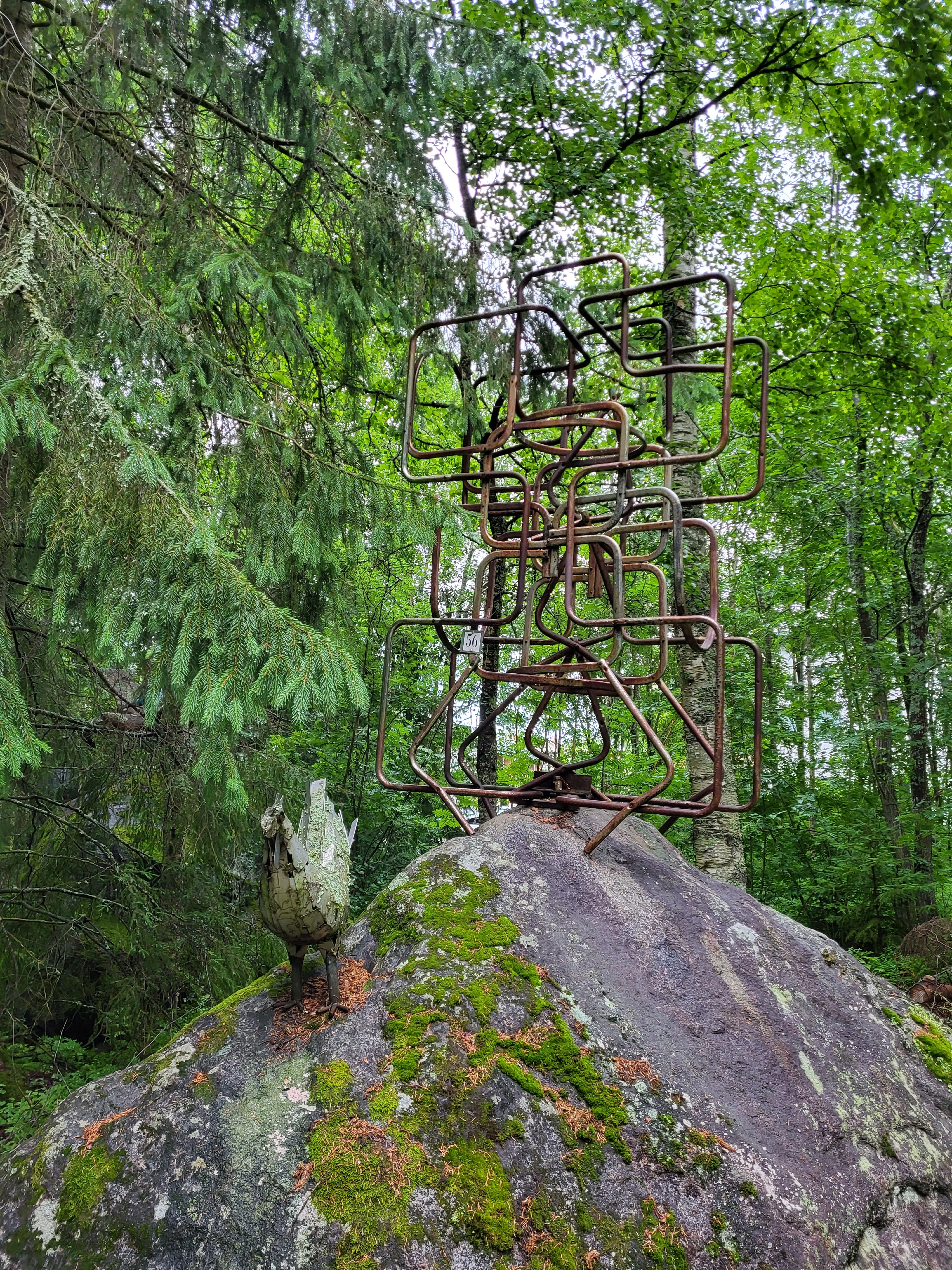
مجسمه‌های ادوین هوونکسکی در پارک هنری ادوینینپولکو واسا فنلاند
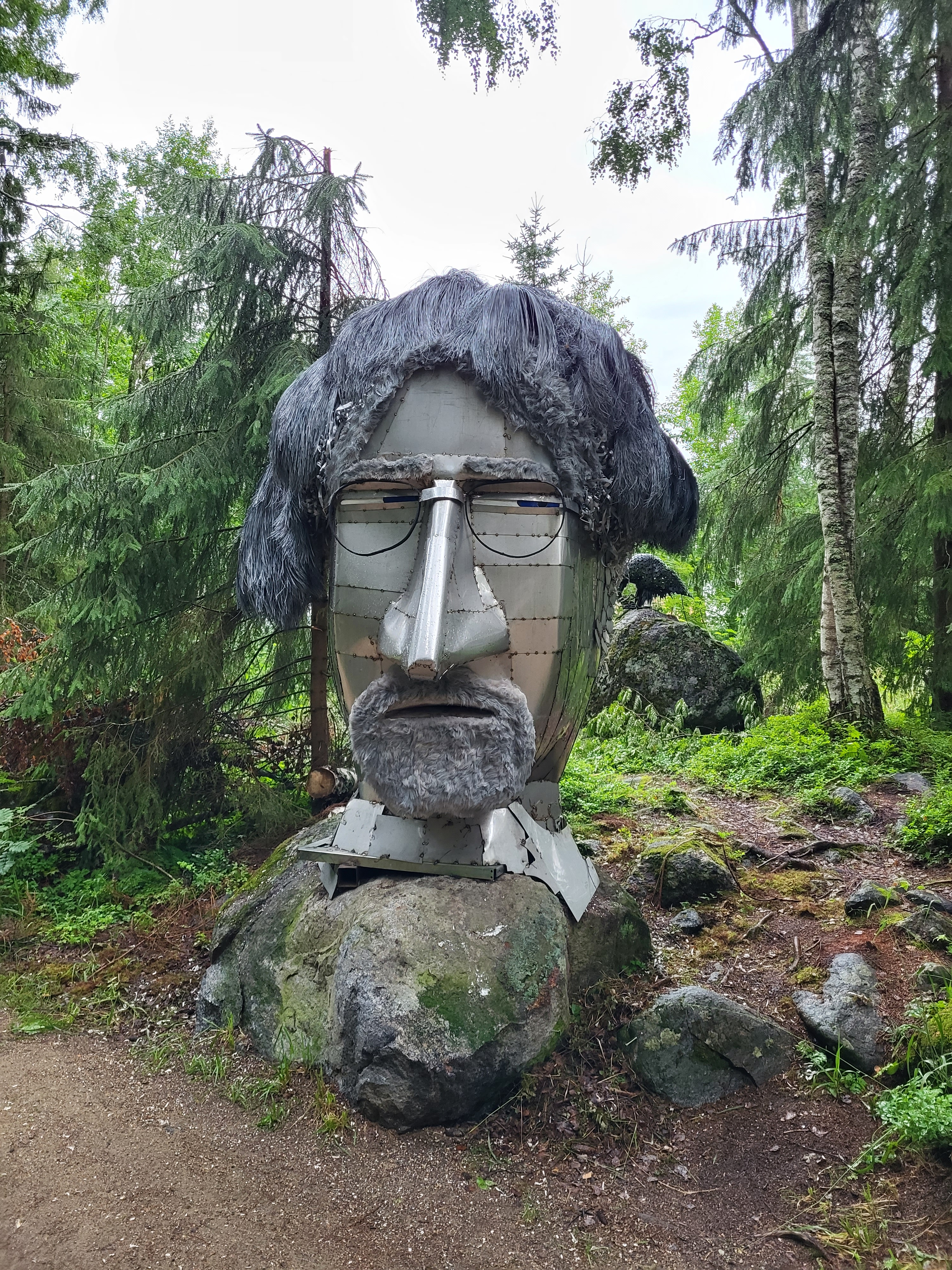
مجسمه‌های ادوین هوونکسکی در پارک هنری ادوینینپولکو واسا فنلاند
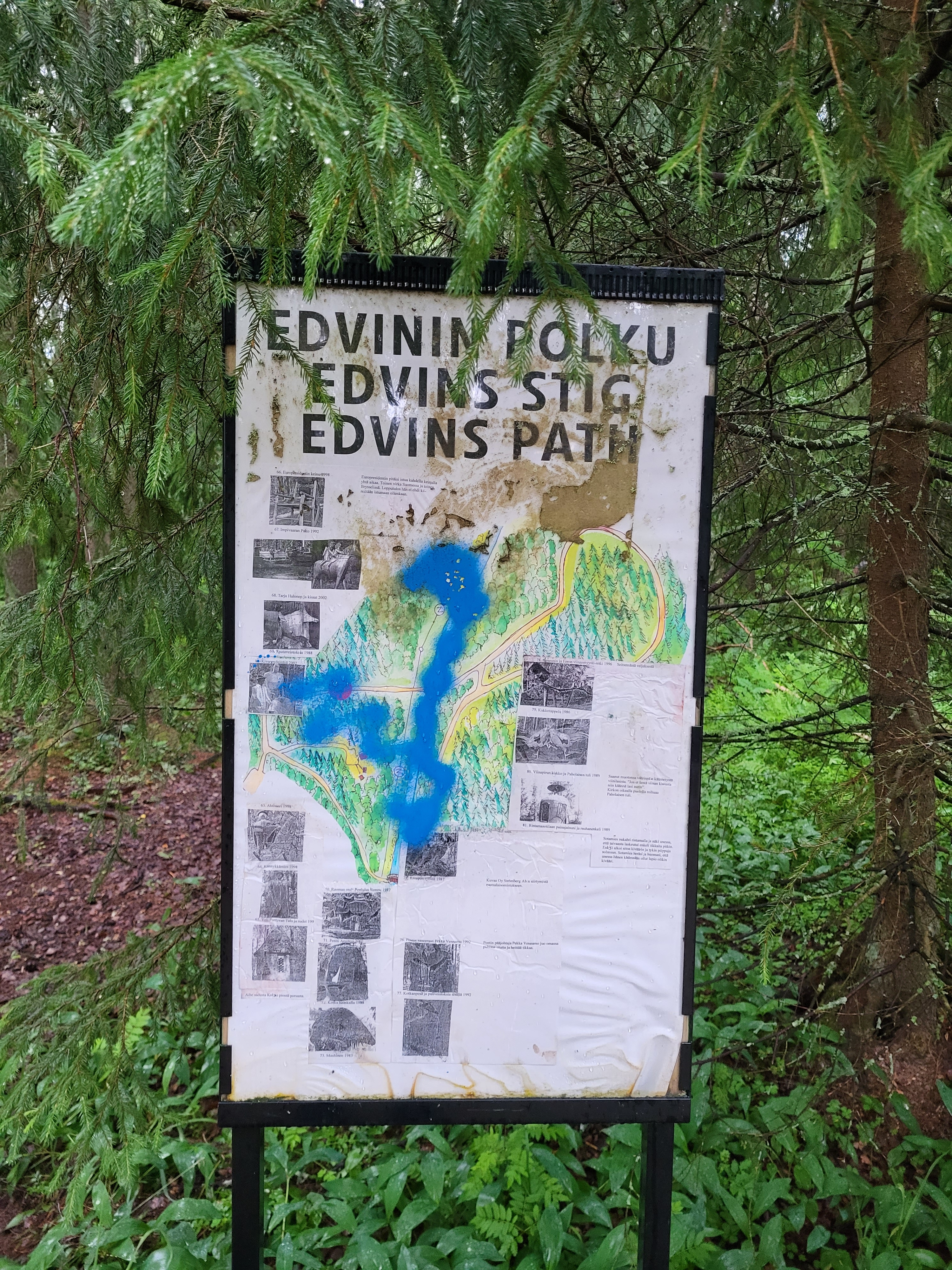
تابلوی راهنمای مجسمه‌های ادوین هوونکسکی در پارک هنری ادوینینپولکو واسا فنلاند
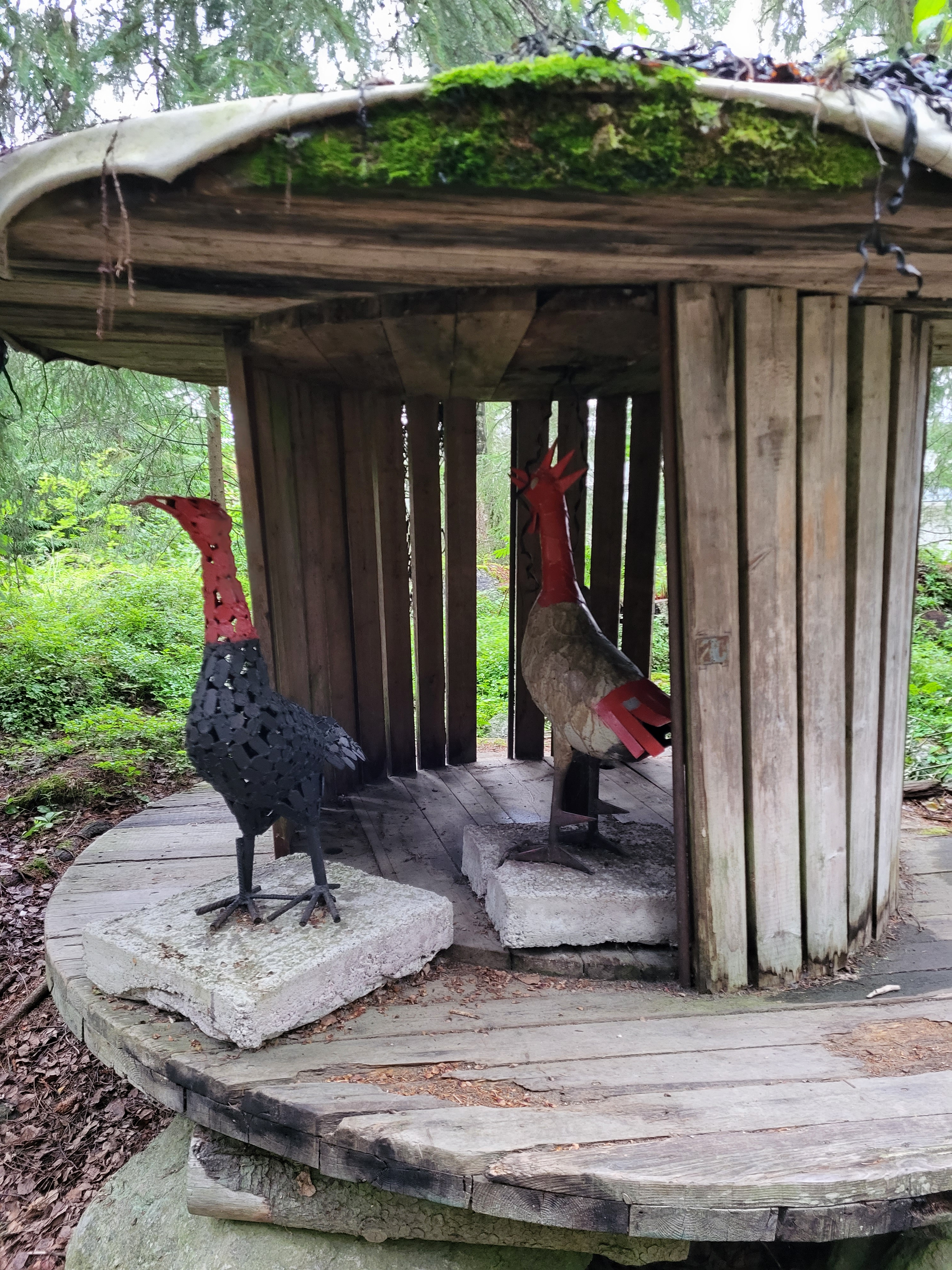
مجسمه‌های ادوین هوونکسکی در پارک هنری ادوینینپولکو واسا فنلاند
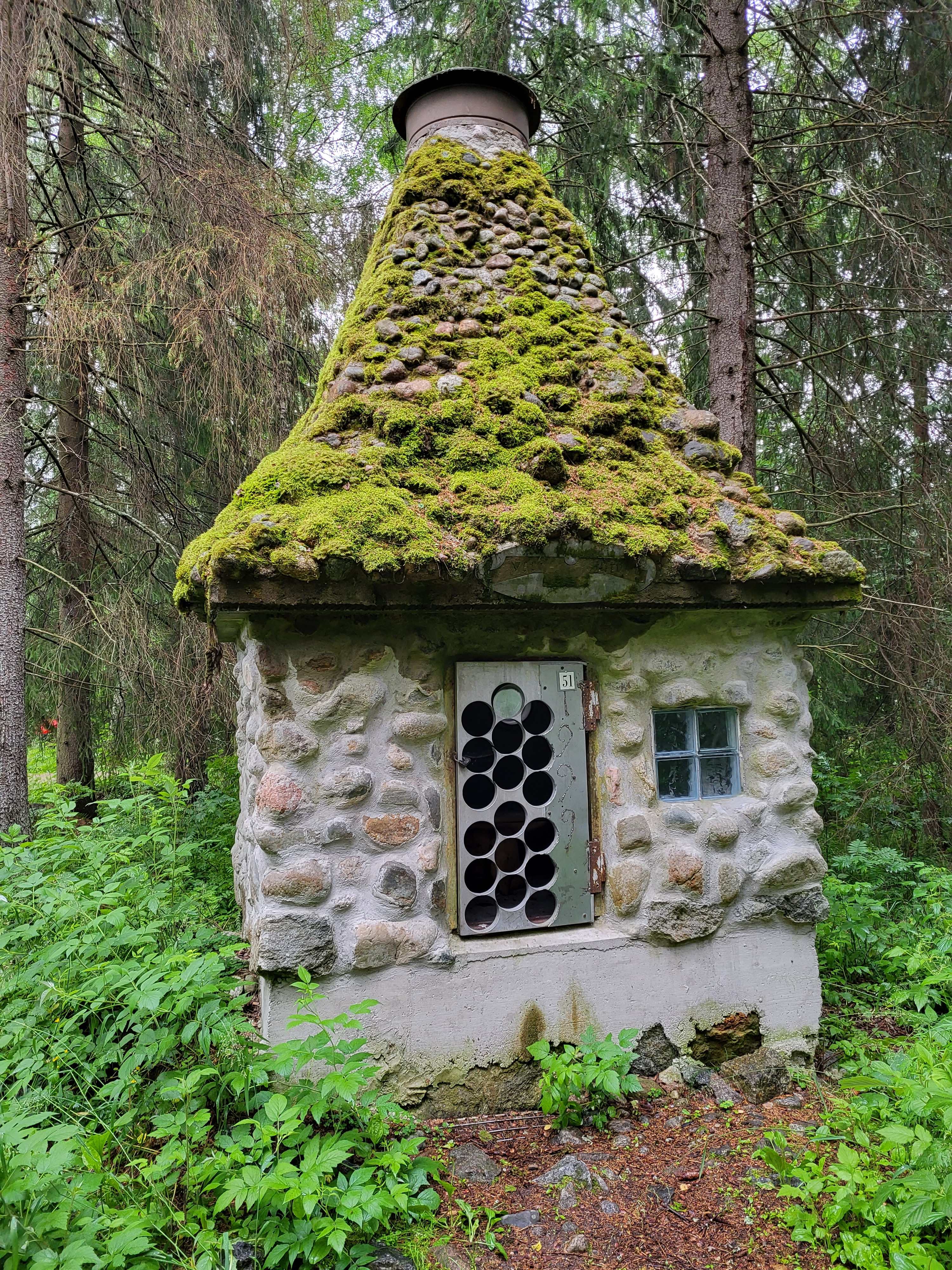
مجسمه‌های ادوین هوونکسکی در پارک هنری ادوینینپولکو واسا فنلاند
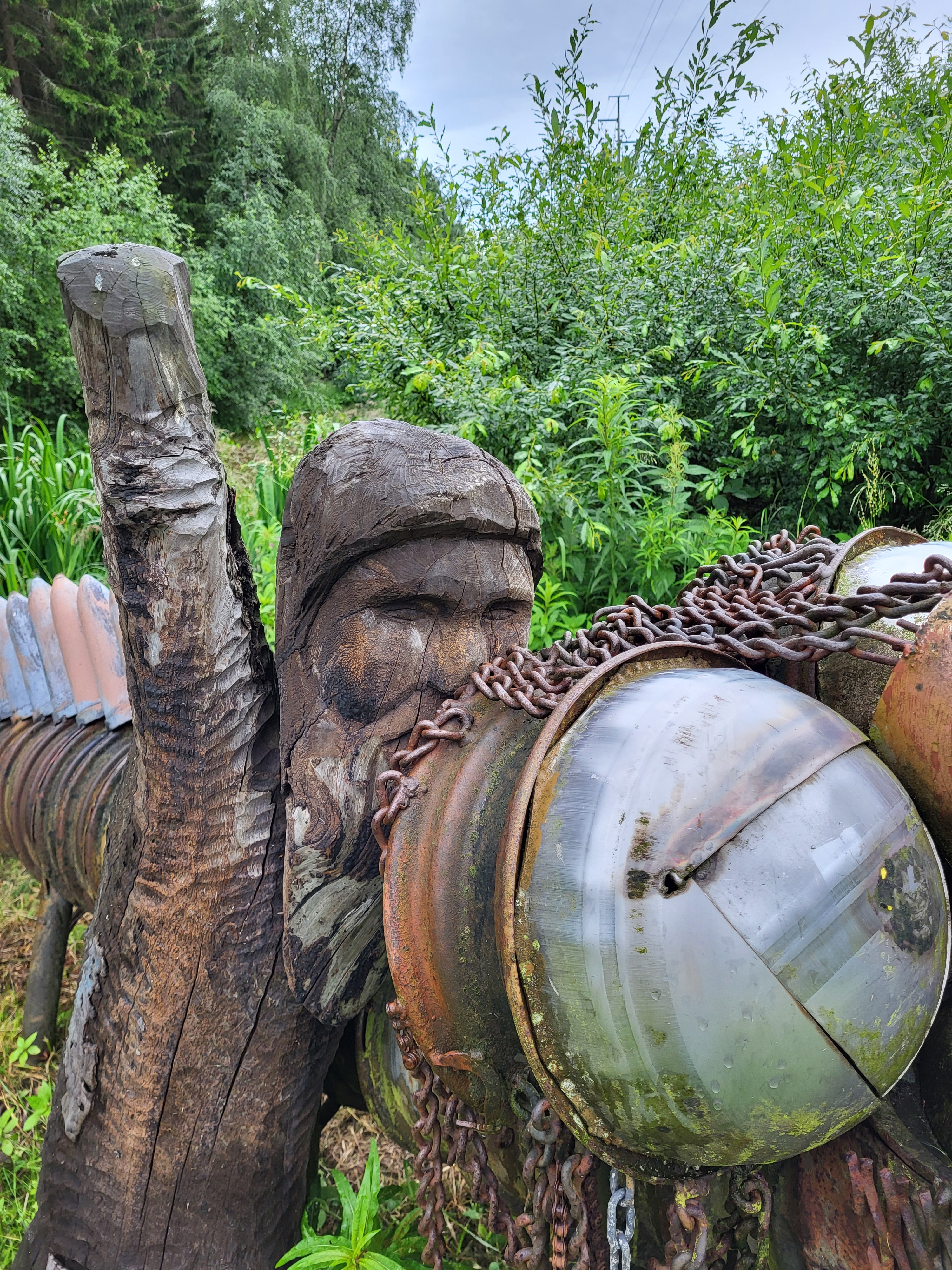
مجسمه‌های ادوین هوونکسکی در پارک هنری ادوینینپولکو واسا فنلاند
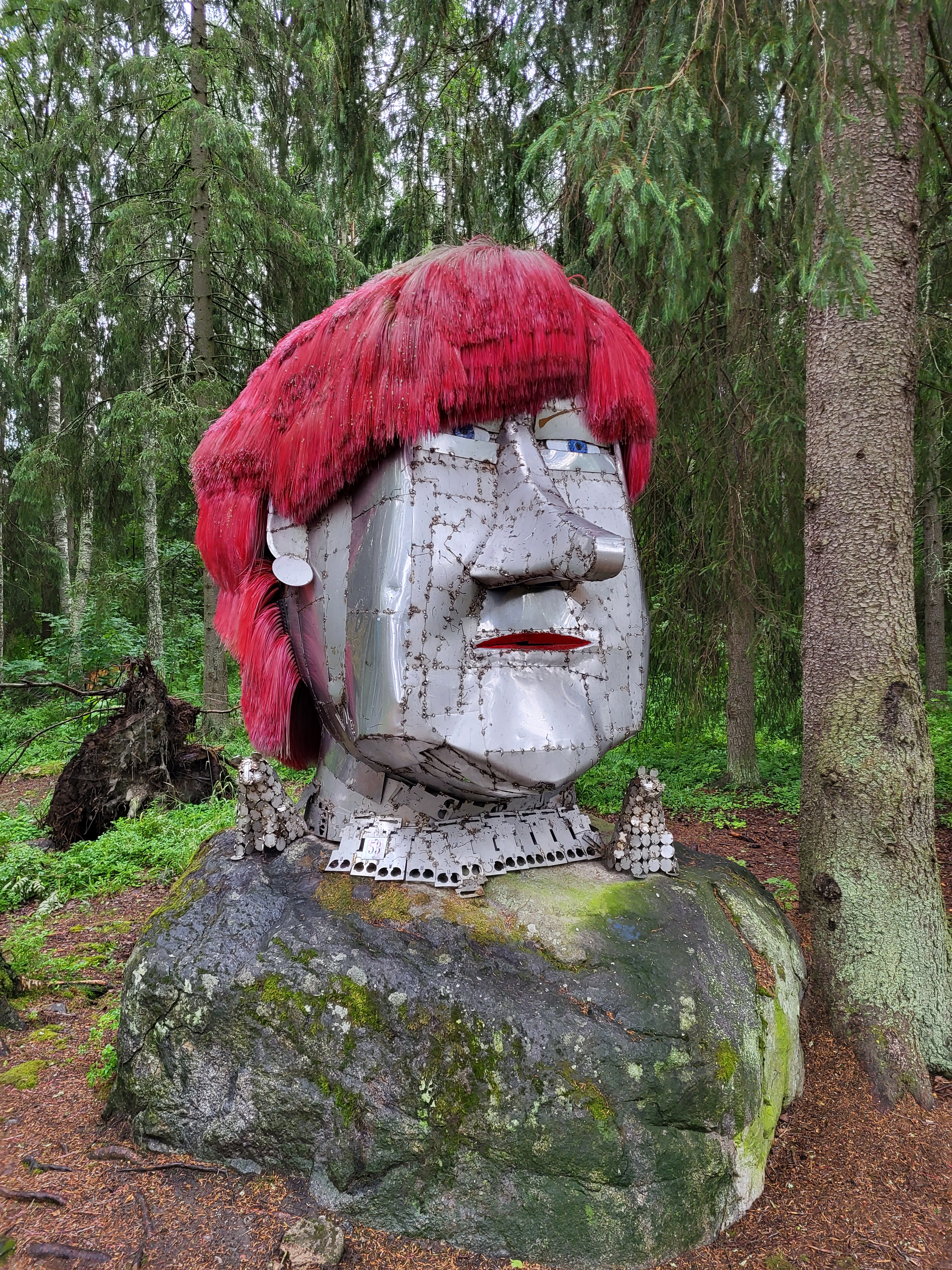
سردیس تاریا هالونن، اثر ادوین هوونکسکی در پارک هنری ادوینینپولکو واسا فنلاند
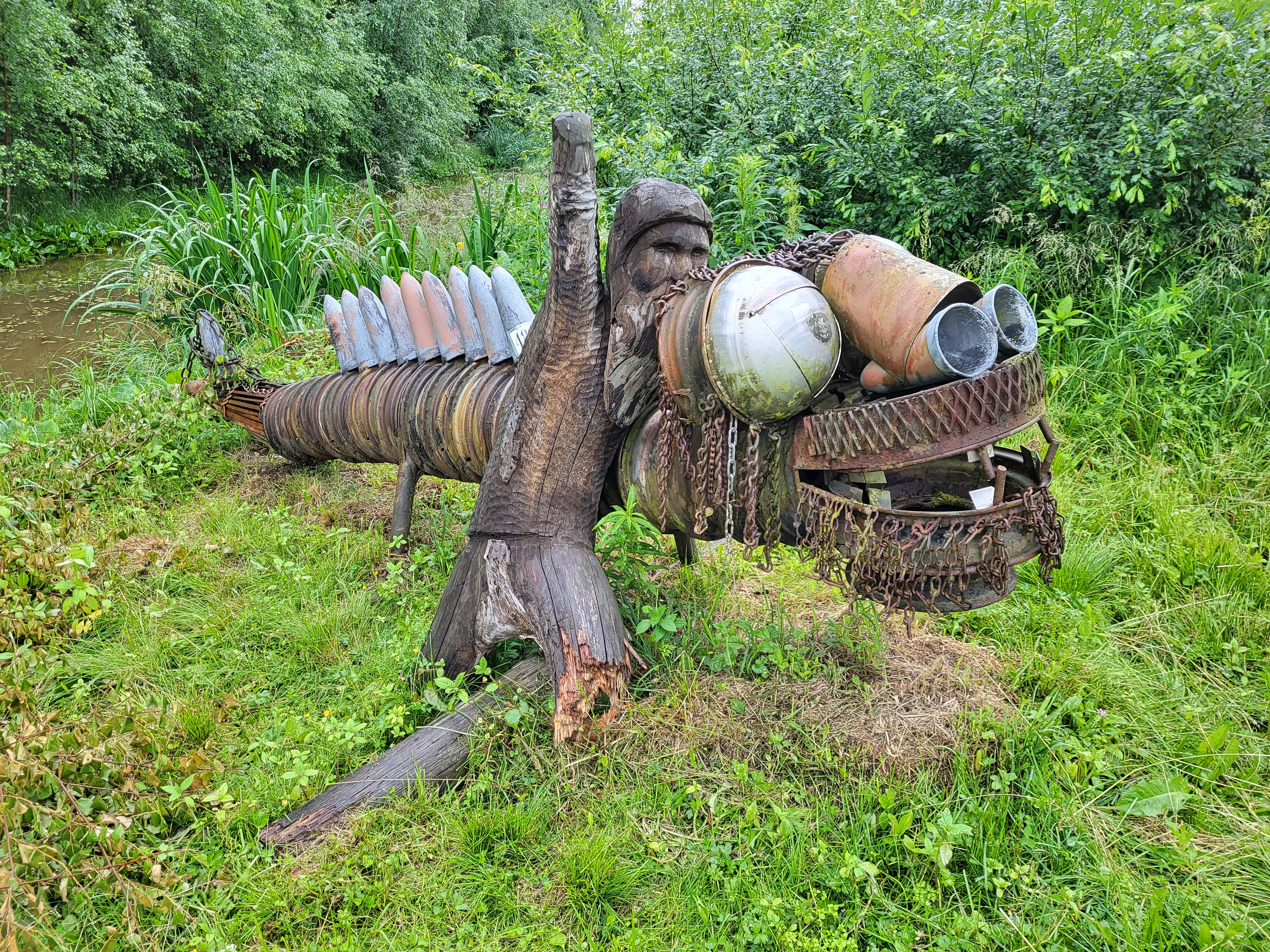
مجسمه‌های ادوین هوونکسکی در پارک هنری ادوینینپولکو واسا فنلاند